# Provincia de Catamarca
Catamarca, en el texto de la Constitución provincial: Provincia de Catamarca, es una de las veintitrés provincias en las que está dividida la República Argentina. A su vez, es uno de los veinticuatro estados autogobernados o jurisdicciones de primer orden que conforman el país, y uno de los veinticuatro distritos electorales legislativos nacionales. Su capital y ciudad más poblada es San Fernando del Valle de Catamarca.
Está ubicada al noroeste del país, en la región del Norte Grande Argentino, limitando al norte con Salta, al este con Tucumán y Santiago del Estero, al sureste con Córdoba, al sur con La Rioja y al oeste con Chile, cuyo límite está determinado por la divisoria de agua de la cordillera de los Andes. Con 368 000 habitantes en 2010 es la quinta provincia menos poblada —por delante de La Rioja, La Pampa, Santa Cruz y Tierra del Fuego, Antártida e Islas del Atlántico Sur, la menos poblada— y con 3,5 hab/km², la quinta menos densamente poblada, por delante de Río Negro, Chubut, La Pampa y Santa Cruz, la menos densamente poblada.
Fue habitada por la población nativa de la región durante varios milenios hasta la intervención de los conquistadores españoles a mediados del siglo XVII, y desde entonces ha recibido varios grupos de inmigrantes, especialmente españoles, aunque a diferencia de otras provincias argentinas, estos no han superado a la población originaria; y de la mezcla de ambos grupos surgió la actual población de la provincia, compuesta principalmente por blancos y mestizos.
Su economía es una de las más diversificadas del país, ocupándose fundamentalmente de la minería, la industria, el comercio, el turismo, la ganadería y la agricultura. Además ocupa el puesto número 12 en el ranking de desarrollo humano de las jurisdicciones de primer orden argentinas.

## Toponimia

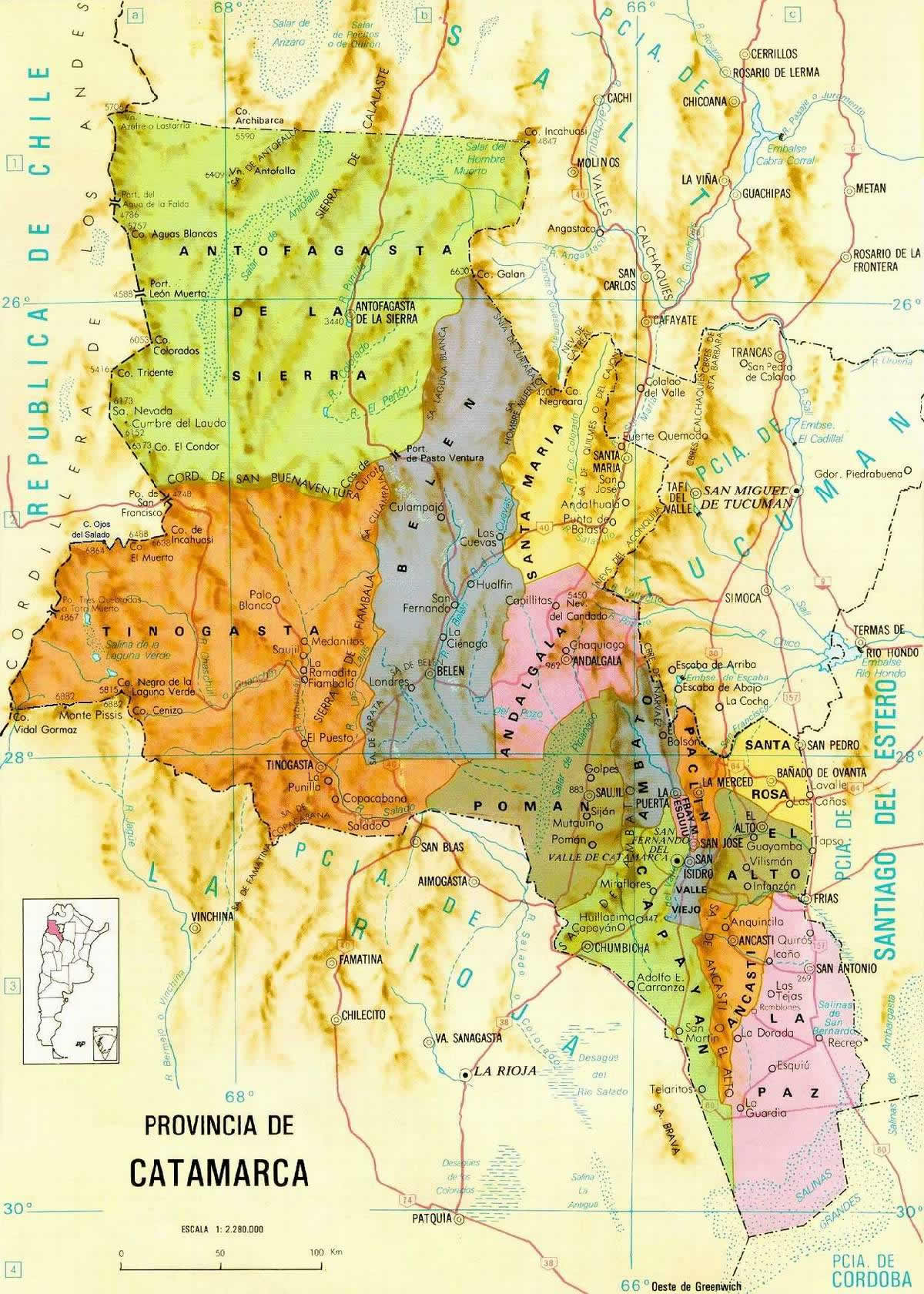
Mapa Físico-Político de Catamarca extraído del libro Argentina Futura.

La palabra ‘Catamarca’ es de origen quechua y significa ‘Castillo’ o ‘Fortaleza en la falda’. Cata es ‘falda’ o ‘ladera’ y marca es ‘castillo’ o ‘fortaleza’.

## Historia

### Los primeros habitantes
La evidencias más antiguas de poblaciones para el actual territorio de la provincia de Catamarca, se han registrado en la región de la Puna. Más precisamente para el Departamento de Antofagasta de la Sierra. Existen datos (controvertidos aún) del sitio Cueva Cacao 1A que indicarían la posibilidad de la presencia humana en la región hace unos 40.000 años. No obstante no hay dudas de que para hace unos 10.400 años ya existían habitantes para esta región. Estos primeros habitantes basaron su subsistencia exclusivamente en la caza (de animales silvestres) y recolección de alimentos. Los sitios más antiguos ocupados por ellos hasta ahora descubiertos son: Peñas de las Trampas 1.1, próximo al río Las Pitas, con una Antigüedad de 10.250 años y Quebrada Seca 3 con 9.790 años, en las quebradas de altura. Las personas aprovecharon el reparo que brindaban los aleros y cuevas naturales como refugio, para realizar actividades cotidianas como tallar herramientas de piedra, cortar y raspar los cueros, fabricar hilos de fibra animal y vegetal y cocinar alimentos. Estos primeros habitantes usaban cordeles y cestería para la recolección y almacenaje, y utilizaban las paredes rocosas para hacer representaciones rupestres.

### La domesticación de camélidos
Los camélidos silvestres son el guanaco y la vicuña, y tanto la llama, que deriva del guanaco, como la alpaca (ausente en la provincia de Catamarca) constituyen especies domesticadas. Actualmente, se sabe que la domesticación de camélidos tuvo lugar en la provincia de Catamarca. En este sentido, hay evidencias de que esta actividad se desarrolló en los sectores de la Puna entre unos 4.000 y 3.000 años atrás y que fue un proceso lento. Los grupos de cazadores y recolectores, que vivieron en esta época, tuvieron la habilidad de seleccionar, durante milenios, a los animales según sus características. De modo que lograron una nueva especie, la llama, de la cual sacaban provecho. Las evidencias proceden de la medición del tamaño de los huesos de camélidos y del análisis de sus fibras, denotando cambios en sus propiedades desde los momentos tempranos de la domesticación. No obstante, los corrales más antiguos que se conocen tienen unos 2.000 años. Los camélidos fueron aprovechados de distintas maneras, utilizando su carne, las pieles, la grasa y los huesos para alimentarse y fabricar herramientas, y las fibras para confeccionar textiles. 

### El proceso de sedentarización
La sedentarización de las poblaciones de esta provincia ocurrió en el territorio hace aproximadamente 2000 años antes del presente, tal cual lo demuestran los hallazgos de ruinas de esas épocas en el sitio de Palo Blanco. Precisamente en esa remota época sucedió que, al establecerse poblados en zonas de riego y con acumulación de excedentes agrícolas, se produjo un paso desde sociedades preestatales a sociedades jerarquizadas y estatales. En tal caso las primitivas sociedades estatales de la región pasaron de una fase de jefatura a una de señoríos.
Aproximadamente desde el siglo XI, este territorio estuvo poblado por distintas parcialidades de la etnia de los paziocas (diaguitas), cuyo idioma era el cacán correspondiendo en gran medida a la Cultura Belén. La parcialidad más meridional era la de los capayanes y la del extremo sudoriental era la de los olongastas, mientras que en el sector noroeste (puneño) se encontraban atacameños de idioma cunza. Los pueblos paziocas o «diaguitas» llegaron a fundar pequeñas ciudades como Batungasta y el Shincal (luego, durante la invasión inca, se transformó en uno de los principales cuarteles incaicos de la región).
Durante un breve período (ca. 1460 ~ 1555) los incas incorporaron las zonas occidentales de Catamarca al Collasuyu, formando las provincias del Tukma (Tucumán) Chicoana (con capital en territorio de la actual provincia de Salta) y Kire-Kire. La construcción más significativa dejada por los incas en Catamarca es el hoy llamado Pucará de Aconquija, una de las fortalezas más grandes del sur del Tawantinsuyu.

### Colonización
Los españoles arribaron al actual territorio catamarqueño hacia 1536 con la expedición de Diego de Almagro (El Viejo), quien, tras recorrer los Valles Calchaquíes, se dirigió rumbo a Chile a través del Paso de San Francisco.
La primera fundación española en territorio catamarqueño fue la de San Pedro Mártir, realizada en 1554 por Francisco de Aguirre en el valle de Conando (actual departamento Andalgalá), pero no perduró.
La gobernación de Chile se extendía cien leguas hacia el este de la cordillera de los Andes, abarcando una extensa parte de la actual provincia de Catamarca. En esa zona, por mandato del gobernador de Chile García de Mendoza en el 1558, el capitán Juan Pérez de Zurita fundó Londres de la Nueva Inglaterra, en el valle de Quimivil (departamento Belén). Este nombre fue elegido en honor a la esposa inglesa del rey Felipe II, María Tudor.
El poblado fue trasladado en 1561 al valle de Conando (departamento Andalgalá), con el nombre de ciudad Villagra, pero fue abandonada al año siguiente por una rebelión de los diaguitas.
En 1563, se creó la gobernación del Tucumán, dependiente de la Real Audiencia de Charcas en materia judicial y del virreinato del Perú en asuntos de gobierno, incorporando el actual territorio catamarqueño.
Una nueva fundación fue realizada en 1607, a orillas del río Belén, por el teniente de gobernador de La Rioja Gaspar Doncel, por orden del gobernador del Tucumán Alonso de Ribera, con el nombre de San Juan Bautista de la Ribera, en el sitio de la actual ciudad de Belén.
En 1612, nuevamente se trasladó la ciudad cerca de su actual emplazamiento, a orillas del río Quimivil, por disposición del gobernador Luis de Quiñones Osorio, llamándola San Juan Bautista de la Paz.
Después del gran alzamiento calchaquí de 1630, la ciudad fue refundada por el general Jerónimo Luis de Cabrera en 1633, en el paraje de Pomán, por mandato del gobernador Felipe de Albornoz, denominándola San Juan Bautista de la Rivera.
El gobernador Fernando de Mendoza y Mate de Luna trasladó la ciudad al valle de Catamarca, por mandato real, el 5 de julio de 1683, dándole el nombre de San Fernando del Valle de Catamarca.
Al subdividirse administrativamente el virreinato del Río de la Plata, conforme a la Real Ordenanza de Intendentes del 28 de enero de 1782, Catamarca quedó ubicada dentro de la Gobernación de la Intendencia de San Miguel de Tucumán. Un año y medio después, la Real Cédula del 5 de agosto de 1783 suprimió la Gobernación de la Intendencia del Tucumán, con lo que Catamarca ―junto a Tucumán, Santiago del Estero, Jujuy, Salta y Puna― pasó a integrar la nueva Gobernación de la Intendencia de Salta del Tucumán, con sede gubernativa en Salta (a partir de 1792).

### Independencia nacional

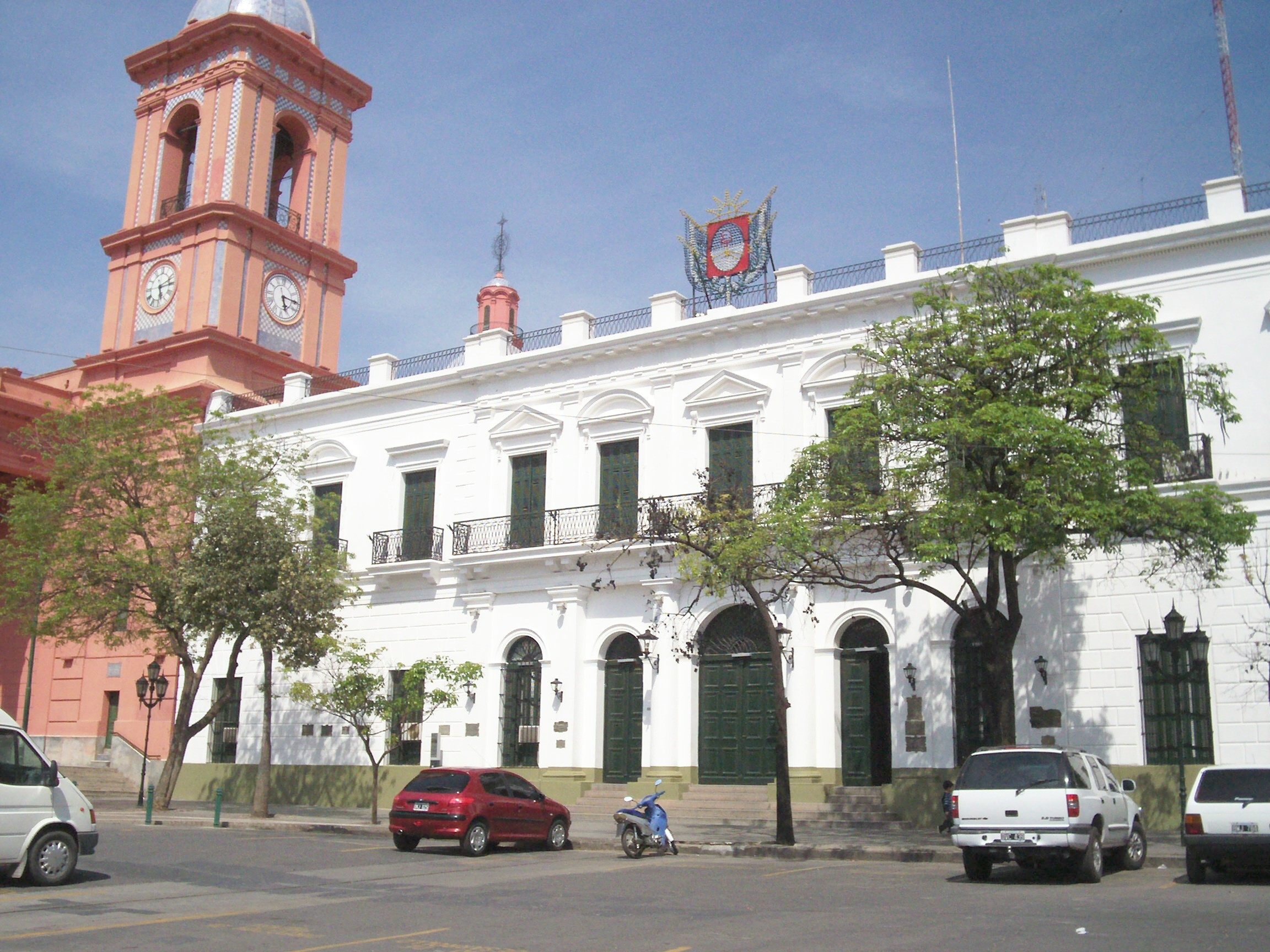
Ex Casa de Gobierno de Catamarca junto a la Catedral Basílica

Acaecida la Revolución de Mayo del 25 de mayo de 1810, Catamarca se adhirió inmediatamente a ella. Los integrantes del cabildo eligieron como representante para la Junta Grande a su comandante de armas Francisco de Acuña, No obstante, a causa de que su diploma fue rechazado por las autoridades revolucionarias, debido a su condición de español, fue elegido el criollo José Antonio Olmos de Aguilera, para incorporarse a la Junta de Buenos Aires.
Tras la Declaración de la Independencia, el 9 de julio de 1816, el actual territorio catamarqueño se vio envuelto en guerras civiles.
Por decreto del 8 de octubre de 1814, el director supremo, Gervasio Antonio de Posadas, dividió la intendencia de Salta del Tucumán y creó la Gobernación de la Intendencia del Tucumán, con asiento en San Miguel de Tucumán y cuya jurisdicción integraron Catamarca y Santiago del Estero.
Tras la disolución del Directorio y del Congreso, el gobernador intendente de Tucumán, coronel Bernabé Aráoz, erigió el 22 de marzo de 1820 la República Federal del Tucumán, integrada por los territorios que formaban la gobernación intendencia (Santiago del Estero, Catamarca y Tucumán).

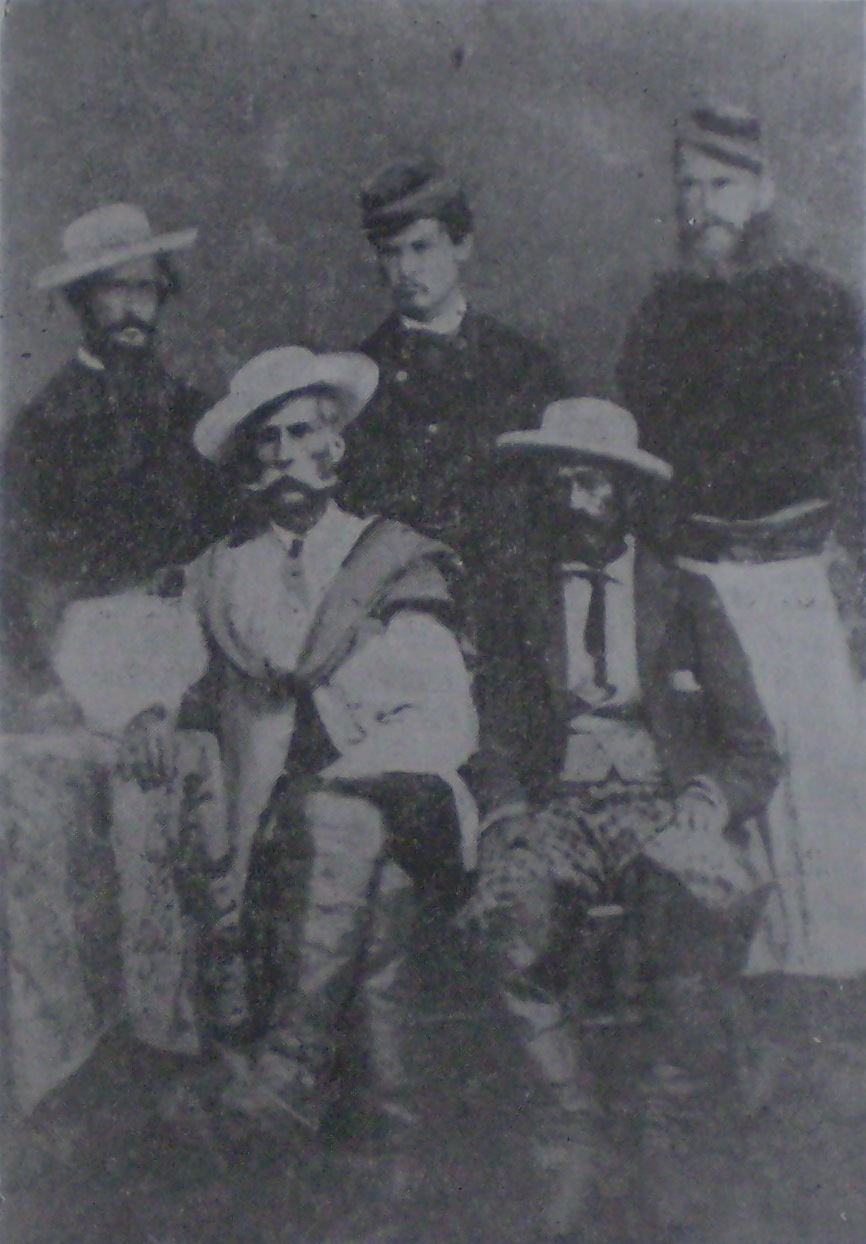
El caudillo catamarqueño Felipe Varela, sentado a la izquierda en la imagen, fue uno de los exponentes de las guerras por el federalismo argentino en la segunda mitad del siglo XIX.

### Autonomía provincial
El 25 de agosto de 1821 se declaró la autonomía de la provincia disolviéndose la República de Tucumán, y siendo electo como primer gobernador de la provincia Nicolás Avellaneda y Tula. 
Entre los catamarqueños que lucharon por la autonomía de la provincia también debe señalarse a Eusebio Gregorio Ruzo, Miguel Díaz de la Peña, Francisco Rafael Augier, el coronel Marcos Antonio Figueroa, Pío Isaac Acuña y su hermano Tadeo Acuña. 
La provincia terminó de unificarse en 1853 cuando se sancionó la Constitución de la Nación Argentina.
En 1888 se inauguró la primera red ferroviaria y poco después se creó el Banco de la provincia, que consolidó la estabilidad económica.
Por el tratado del 10 de mayo de 1889 con Bolivia, Argentina renunció a su reclamo sobre Tarija. Bolivia, en compensación, cedió la puna de Atacama, que se encontraba en poder de Chile luego de la Guerra del Pacífico (1879-1880). Esta maniobra boliviana le otorgó a la Argentina un territorio que formó parte del Virreinato del Río de la Plata, pero que de hecho estaba en manos de Chile. Debido a que la nación chilena se negaaba a entregar los territorios cedidos por Bolivia, se decidió someter la cuestión al arbitraje del diplomático estadounidense William Insco Buchanan, que en 1899 otorgó a la Argentina el 75 % del territorio en disputa y el resto a Chile.
Por la Ley N.º 3906 del 9 de enero de 1900, se organizó el Territorio Nacional de los Andes, y por decreto del 12 de mayo del mismo año, el Poder Ejecutivo Nacional dividió al Territorio de Los Andes en tres departamentos administrativos:
- el departamento de Susques (o departamento del Norte), que limitaba al este con la provincia de Jujuy, y cuya cabecera era el poblado de Susques;
- el departamento de Pastos Grandes (o departamento del Centro), lindante con la provincia de Salta, y
- el departamento de Antofagasta de la Sierra (o departamento del Sur).

El 16 de octubre de 1943, luego de disgregarse el Territorio Nacional de los Andes, Catamarca tomó posesión de Antofagasta de la Sierra, y el 26 de enero de 1944, mediante el decreto provincial n.º 107, declaró su anexión a la provincia.

## Economía
Debido a la aridez de la zona la construcción de diques y canales de riego ha sido esencial. En cuanto a agricultura Se destaca el cultivo del nogal (4780 hectáreas), el olivo (3000 ha aproximadamente), la jojoba (1387 ha), el citrus (790 ha); y como cultivos anuales, pimiento pimentón (1200 ha), tabaco Burley (900 ha) y algodón (1050 ha). En cuanto al algodón, las excelentes condiciones climáticas y de suelo permiten desarrollar variedades ecológicas.
En el sector ganadero se destacan el ganado bovino (202 452 cabezas), el ovino (68 242) y el caprino (166 668); este último ha registrado un progresivo desarrollo en la década final del siglo XX. En Catamarca existe un "plan caprino" para mejorar la producción de carne, cueros de cabra y productos lácteos, los cuales son muy demandados a nivel nacional e internacional. En relación con los camélidos, particularmente la Llama, se ha puesto en práctica un proyecto dirigido a fomentar su explotación, mejorando la calidad de los productos derivados de la denominada fibra de llama.
El sector más importante que desarrolla la provincia es el minero ya que desde las épocas precolombinas, la actividad minera forma parte de la historia de Catamarca. Sin embargo, los inmensos yacimientos de minerales metalíferos, no metalíferos y de rocas de aplicación que contiene la rica orografía provincial se encuentran insuficientemente explorados y explotados. No obstante, a partir de 1993, mediante un adecuado marco legal regulatorio de la actividad, importantes empresas extranjeras comenzaron a interesarse en la exploración minera. La mina Bajo de la Alumbrera produce oro, plata y molibdeno. Los yacimientos de las minas Farallón Negro y Alto de la Blenda generan oro y plata desde hace 15 años, y son los centros más importantes de toda la provincia. En Fiambalá existe un área extensa con importantes yacimientos de estaño se calcula que salar del Hombre Muerto, en plena puna catamarqueña y a 4000 metros sobre el nivel del mar, puede generar unos 40 millones de libras anuales en productos de litio, mineral metalífero empleado en la industria. Las exploraciones realizadas hasta el año 1998 en Tinogasta (área Laguna Verde), Antofagasta de la Sierra (área Antofalla Este) y norte de Andalgalá (yacimiento Agua Rica) permiten esperar la existencia de oro, plata, plomo, zinc, cobre, molibdeno y otros minerales.
En volumen de explotación, el rubro minero más importante es el de las rocas de aplicación: cantos rodados, arena, arcillas, lajas, caliza, mármol ónix.

### Transporte
Catamarca se comunica con el resto del país mediante una red ferroviaria y de rutas, además del acceso aéreo. Sus redes ferroviarias más importantes son los ramales del Ferrocarril Belgrano y las rutas nacionales 157 y 60 que se conectan con las rutas provinciales que terminan de conectar a todas las localidades.
El acceso aéreo es principalmente dado por el aeropuerto Coronel Felipe Varela en la capital del que se pueden tomar vuelos a distintos puntos importantes del país. Por otro lado, muchas otras ciudades cuentan con aeródromos o pistas de aterrizaje al que pueden llegar vuelos desde la capital provincial.

## Gobierno y administración

### Poder Ejecutivo
El poder ejecutivo es ejercido por el gobernador o vicegobernador de la provincia elegido en sufragio universal directo para un mandato de 4 años improrrogables. Para acceder al cargo es necesario ser argentino, nativo o por opción, profesar la fe católica, haber cumplido 30 años de edad, ejercer profesión o actividad laboral en la provincia, acreditar una residencia de cuatro años en caso de ser argentino nativo, y de diez años si ha sido naturalizado. Finalmente, no podrán ser electos gobernadores quienes hayan ejercido funciones de Gobernador, Interventor General, Ministro de Poder Ejecutivo o Juez de la Corte de Justicia durante gobiernos de facto.
Juramento de toma de posesión: Juro por Dios, la patria, por el pueblo de mi provincia, sobre estos Santos Evangelios, observar y hacer observar la Constitución de la provincia, desempeñando con lealtad y honradez el cargo de gobernador (o vicegobernador). Si así no lo hiciere, Dios, la patria y el pueblo de mi provincia me lo demanden.

### Poder Legislativo
El poder legislativo provincial tiene un sistema bicameral y es de su competencia la legislación sobre todos los asuntos no delegados expresamente por la Constitución Nacional al gobierno federal.
Es elegido por sufragio universal para un mandato de cuatro años. Ambas cámaras renuevan la mitad de sus miembros cada dos años, pudiendo estos ser reelegidos.
- Cámara de Senadores de la Provincia de Catamarca.

Cámara territorial de 16 miembros, uno por cada departamento de la provincia, cuyos cargos tienen una duración de cuatro años. La cámara se renueva por mitades cada dos años. Conjuntamente con el designado, cada departamento elegirá su suplente que accederá al cargo En caso de quedar vacante. La Cámara la preside el vicegobernador de la provincia, que carece de voto, salvo en casos de empate.
- Cámara de Diputados de la Provincia de Catamarca.

41 miembros elegidos de manera proporcional,  cuyos cargos tienen una duración de cuatro años. La cámara se renueva por mitades cada dos años. En las elecciones, además de los diputados electos se designan 6 diputados suplentes que accederán al cargo caso de producirse vacantes durante la legislatura.

### Poder Judicial
El Poder Judicial de la provincia es ejercido por una corte de justicia compuesta por cinco miembros y por los demás tribunales y juzgados inferiores que la ley estableciere según el "Artículo 1" de la "Ley Orgánica del Poder Judicial de Catamarca".

## Geografía

### Relieve

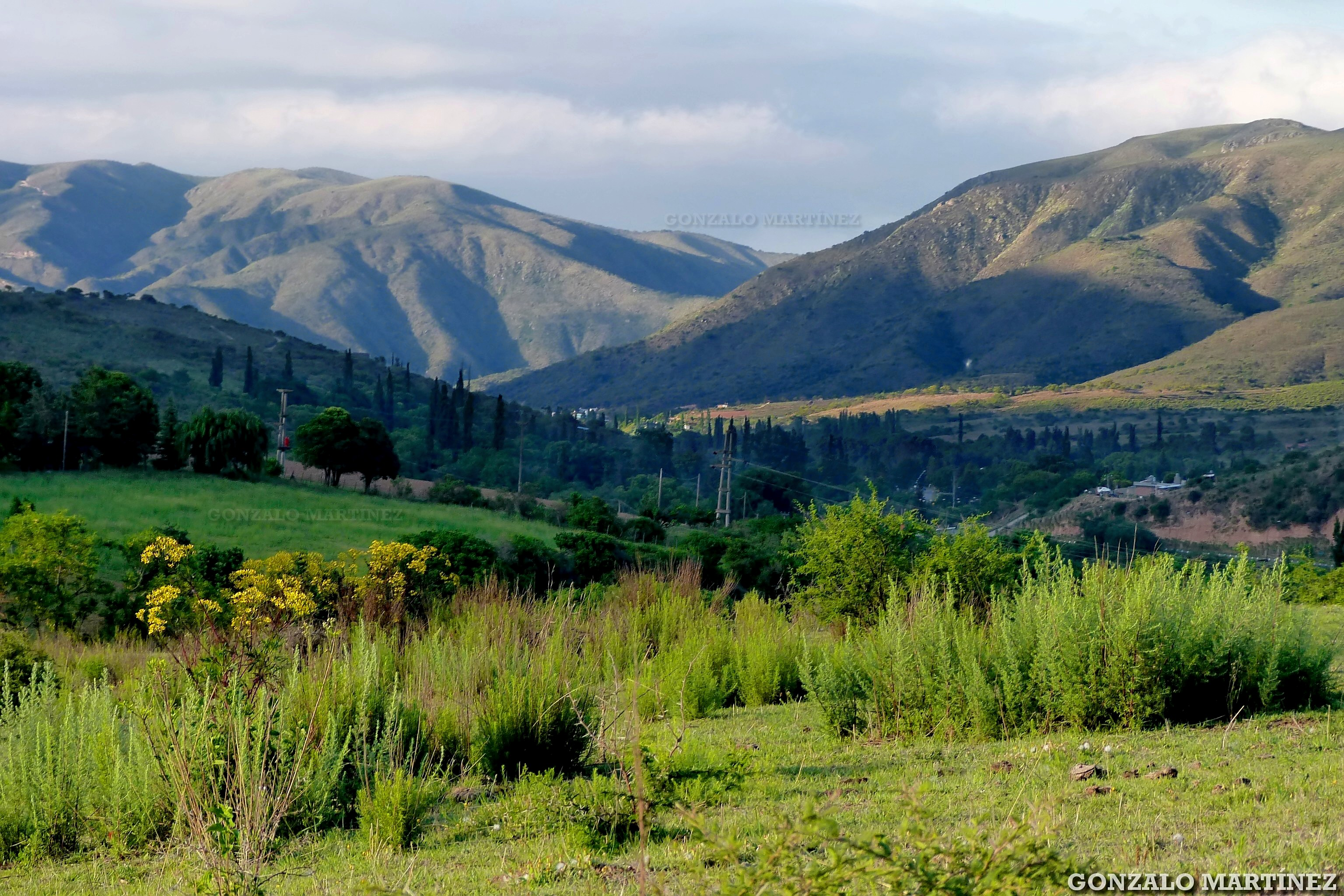
Paisaje de Las Juntas del departamento Ambato, en Catamarca, Argentina.

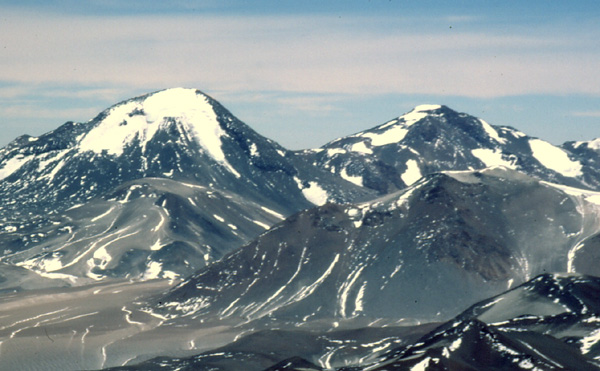
El Nevado Tres Cruces.

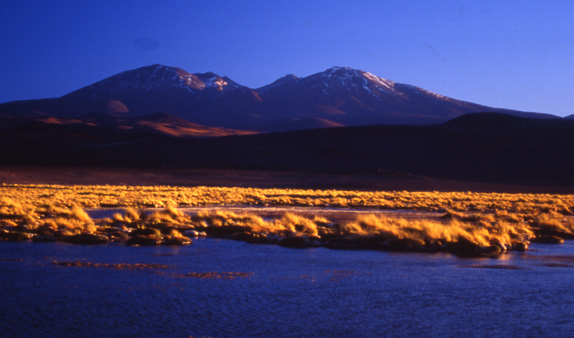
Volcán Antofalla.

Posee un relieve montañoso más elevado en el oeste. Se destacan 3 zonas geológicamente diferenciadas:
- La puna: que ocupa la porción norte de la provincia con cordilleras elevadas como la de Calalaste, grandes salares e imponentes volcanes como el Antofalla.
- La cordillera central: ocupa el sudoeste de la provincia. Presenta cumbres elevadas como el Ojos del Salado (de 6893 m s. n. m.), el monte Pissis (de 6795 m s. n. m.), y el Tres Cruces (de 6749 m s. n. m.), entre varios otros colosos conocidos como los «seis miles».
- Sierras Pampeanas: ocupan el resto de la provincia. Presentan un conjunto de sierras antiguas que forman cordones y salares, como el de Pipanaco.

El 70% de la superficie de la provincia de Catamarca se compone de relieve montañoso, que está representado por cuatro sistemas:
- En la Región este y del centro se encuentran las Sierras Pampeanas.
- En la Región oeste se halla el Sistema de Narváez, Cerro Negro y Famatina
- La zona de transición cordillerana catamarqueña en el extremo occidental hasta el límite con Chile
- Región de la Puna catamarqueña al noroeste de la provincia.

### Sismicidad
La sismicidad de la región de Catamarca es frecuente y de intensidad baja, y tiene un silencio sísmico de terremotos medios a graves cada 30 años en áreas aleatorias. Sus últimas expresiones se produjeron:
- 22 de septiembre de 1908 (hace 116 años) a las 17.00 UTC-3, con 6,5 Richter, escala de Mercalli VII; ubicación 30°30′0″S 64°30′0″O / -30.50000, -64.50000; profundidad: 100 km; produjo daños en Deán Funes, Cruz del Eje y Soto (provincia de Córdoba), y en el sur de las provincias de Santiago del Estero, La Rioja y Catamarca[23]

- 3 de noviembre de 1973 (51 años), a las 14.17 UTC-3 con 5,8 Richter: además de la gravedad física del fenómeno se unió el desconocimiento absoluto de la población a estos eventos recurrentes.

- 7 de septiembre de 2004 (20 años), a las 8.53 UTC-3, con una magnitud aproximadamente de 6,5 en la escala de Richter (terremoto de Catamarca de 2004)[22]

### Clima

Mapa climático de la provincia de Catamarca según la clasificación climática de Köppen

Catamarca integra la región semiárida argentina. En la provincia se distinguen dos tipos de climas: cálido y árido.
Clima Cálido o Tropical Serrano: se localiza al noreste de la provincia con abundantes lluvias y altas temperaturas, veranos cálidos e inviernos suaves con abundante humedad. En las sierras de Aconquija nevadas permanentes. Los vientos del noroeste, este y sudeste con menos frecuencia.
Clima Cálido Andino Puneño: Las mesetas presentan bajas temperaturas, lluvias escasas debido a que se encuentra al oeste, este y sur del departamento de Antofagasta de la Sierra los cordones montañosos no permiten el paso de los vientos húmedos provenientes del Pacífico.
Clima Árido de Sierras y Bolsones: ocupa la mayor parte de la provincia. Allí se presentan escasas lluvias, aire seco y fuertes vientos del noreste, este y sudeste en primavera y verano. La provincia se encuentra en la región semiárida del país. El Clima es templado continental con una precipitación media anual entre los 500 y 700 mm en el este (en algunos sectores las precipitaciones superan los 1000 mm), pero con marcada disminución hacia el Oeste (Puna Cordillerana con menos de 150 mm), compensada parcialmente por nieve. Las temperaturas medias anuales son de 20 °C en el Este y Centro, registrándose marcas de hasta 45 °C en el verano. En cambio, en las regiones montañosas ubicadas al oeste, por efecto de la altura, el invierno es muy frío, sin llegar a descender más allá de los –30 °C). En general el clima es benigno para la mayoría de las actividades propias de climas templados.

### Vegetación

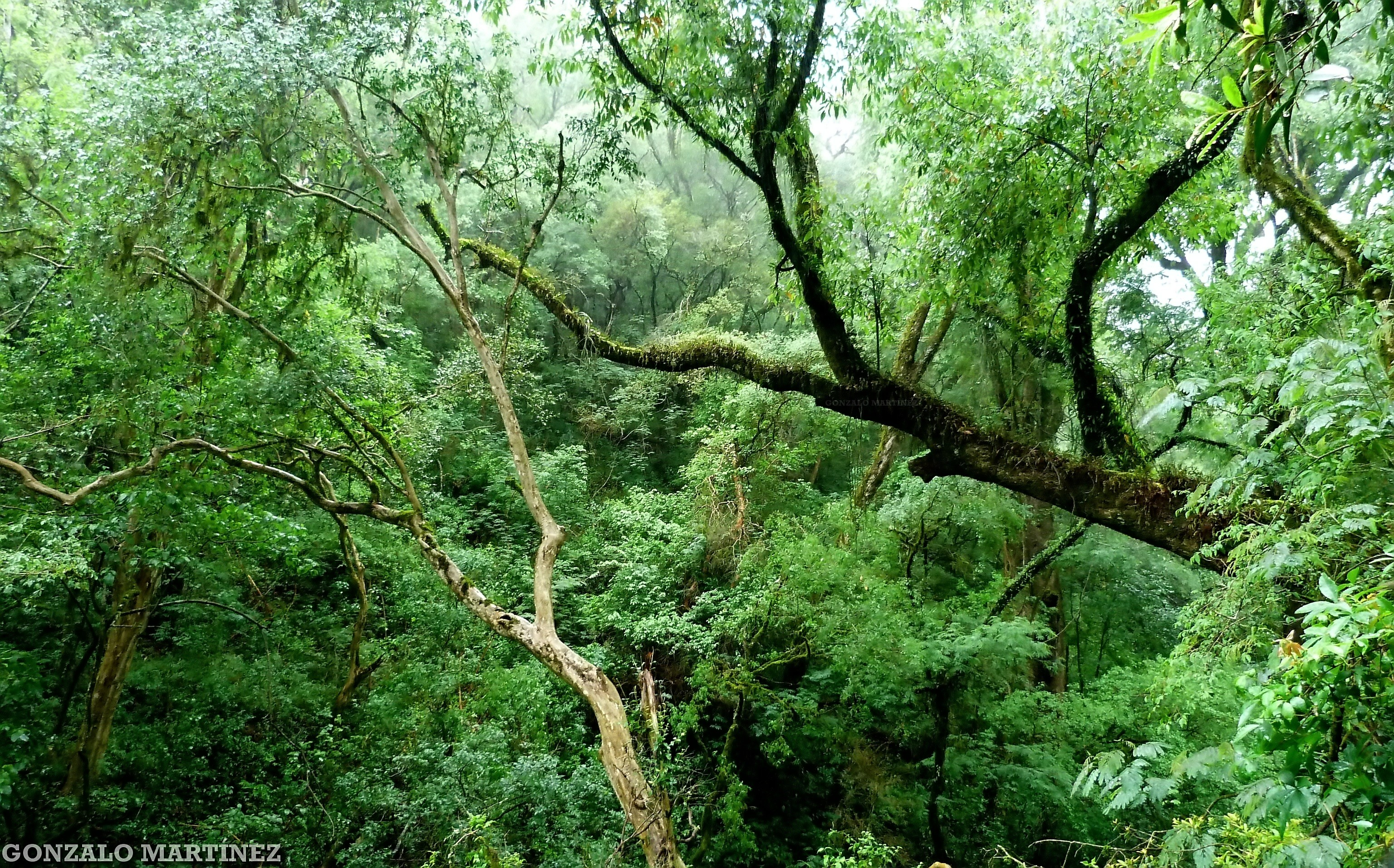
Selva de yungas que se extiende por la región centro-este de la provincia.

La vegetación varía según la zona. En el oeste provincial corresponde a la de desierto y semidesierto donde pueden encontrarse arbustos de baja estatura y adaptados a la falta de agua además de cactus. Mientras que en las zonas más húmedas puede observarse un cambio contundente en la flora, hacia la zona este y centro encontramos montes de algarrobos, juncos y pastos. Posee también una franja selvática perteneciente al bioma de "Yungas" en donde se destaca el aliso, el junco y el Horco molle.

### Hidrografía
Entre los ríos se encuentran el río del Valle, el Saladillo, el Abaucán, Salado o Colorado, el Santa María y varios arroyos. Estos llevan agua proveniente de la fusión de los hielos de las montañas. A mediados del siglo XX se les comenzó a dar uso, encerrando parte de sus cauces con diques y represas para abastecer a la población, y también extrayendo agua subterránea mediante la excavación de pozos que llegan hasta las napas subterráneas.

## División administrativa

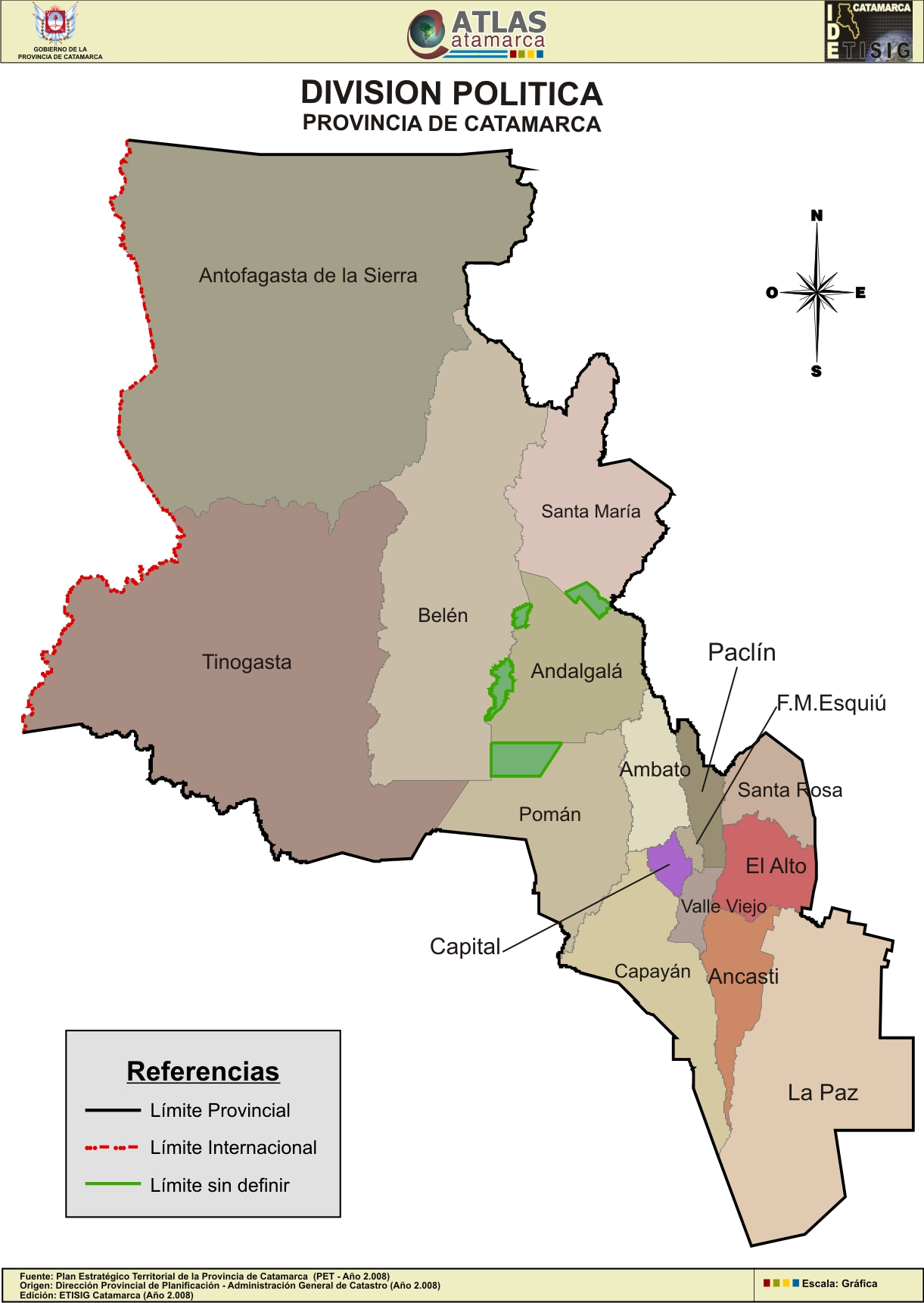
División Interna de la provincia de Catamarca (Se puede apreciar la región disputada de Las Palmitas como parte del Departamento de La Paz)

La provincia se encuentra dividida en 16 departamentos, los cuales incluyen 36 municipios. Los municipios cubren todo el territorio provincial, por lo que la provincia utiliza el sistema de ejidos colindantes para sus municipios. La constitución provincial reconoce la autonomía municipal. Para noviembre de 2006 han dictado su propia carta orgánica los municipios de: San Fernando del Valle de Catamarca, Valle Viejo, Santa María, Recreo, Tinogasta, Belén, Andalgalá y Fray Mamerto Esquiú.
| Ubicación | Departamento             | Superficie (km²) | Población (2022) | Localidad cabecera                  |
| --------- | ------------------------ | ---------------- | ---------------- | ----------------------------------- |
|           | Ambato                   | 1761             | 5 129            | La Puerta                           |
|           | Ancasti                  | 2412             | 3 302            | Ancasti                             |
|           | Andalgalá                | 4497             | 19 678           | Andalgalá                           |
|           | Antofagasta de la Sierra | 28197            | 2 022            | Antofagasta de la Sierra            |
|           | Belén                    | 12948            | 30 569           | Belén                               |
|           | Capayán                  | 4284             | 19 885           | Chumbicha                           |
|           | Capital                  | 684              | 186 947          | San Fernando del Valle de Catamarca |
|           | El Alto                  | 2327             | 4 375            | El Alto                             |
|           | Fray Mamerto Esquiú      | 280              | 14 625           | San José                            |
|           | La Paz                   | 8149             | 26 370           | Recreo                              |
|           | Paclín                   | 985              | 4 725            | La Merced                           |
|           | Pomán                    | 4859             | 12 260           | Saujil                              |
|           | Santa María              | 5740             | 26 929           | Santa María                         |
|           | Santa Rosa               | 1424             | 13 322           | Bañado de Ovanta                    |
|           | Tinogasta                | 23582            | 25 395           | Tinogasta                           |
|           | Valle Viejo              | 580              | 34 029           | San Isidro                          |

### Disputas de límites con otras provincias
El límite con la provincia de Tucumán fue fijado mediante la Ley Nacional (de Facto) N.º 22449 dictada por la dictadura militar y publicada en el Boletín Oficial el 9 de abril de 1981.

#### Con Santiago del Estero
Las provincias de Catamarca y de Santiago del Estero mantienen un diferendo limítrofe en la zona de la localidad de Las Palmitas, la cual de acuerdo a la Ley Nacional de facto N.º 22742 debería formar parte de Santiago del Estero en el Departamento Choya, pero tiene estafeta postal, oficina de Registro Civil, destacamento policial, posta sanitaria y escuelas que dependen de la provincia de Catamarca que administra ese territorio como propio.
La Constitución provincial catamarqueña desconoce expresamente el Decreto-Ley N.º 22742:
Art. 293: "La provincia de Catamarca ejerce su potestad jurisdiccional sobre la totalidad del territorio que le pertenece por sus títulos históricos, la Constitución Nacional y las normas de provincialización del Territorio Nacional de los Andes. Desconoce expresamente la virtualidad jurídica de la regla estatal de facto Nº 22.472".

#### Con Salta
Al suprimirse la Gobernación de Los Andes mediante el decreto n.º 9375 del 21 de septiembre de 1943, el gobierno nacional estableció una línea divisoria provisoria para separar las jurisdicciones adjudicadas a las provincias de Salta y de Catamarca con partes de la extinguida gobernación, los límites definitivos debían establecerse por una ley nacional posteriormente, la que fue sancionada el 24 de diciembre de 1969 mediante decreto ley de facto N.º 18500 del gobierno militar, este decreto ley no ha sido ratificado por el Congreso Nacional quedando sin valor jurídico.
La Corte Suprema de Justicia de la Nación ha intervenido en dos disputas en el área, fallando a favor de salvaguardar los derechos de ocupación histórica de Salta: en 1985 por las posesión de la mina de boratos Tincalayu (o Tinkulayu) en el Salar de Diablillos y en 1987 por el Salar del Hombre Muerto ubicados sobre la línea provisoria. La provincia de Salta pretende trazar una línea limítrofe 9 km al sur de la actual línea provisoria.
A mediados de 2007 surgió una nueva disputa en la zona cuando dos empresas mineras fueron autorizadas, una por cada provincia, a operar en el área del Salar de Diablillos superponiéndose sobre el mismo yacimiento de oro, plata, zinc y otros minerales en la mina de Cerro Bayo que Catamarca considera que se encuentra en su territorio a 10 km de la frontera. En marzo de 2008 Catamarca presentó una nueva medida cautelar ante la Corte de Justicia de la Nación y poco después instaló dos destacamentos policiales en la zona en conflicto.

## Demografía

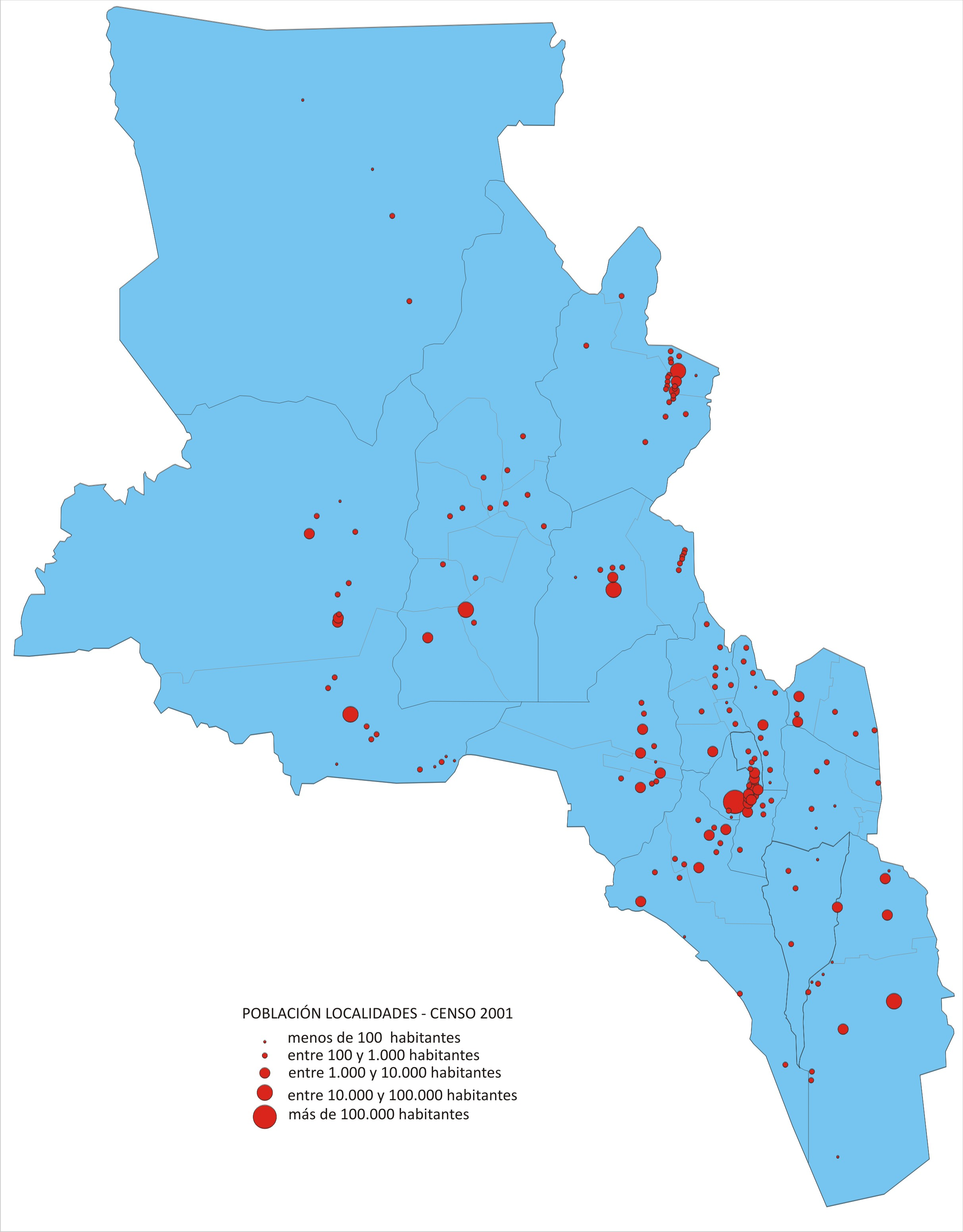
Localidades de Catamarca.

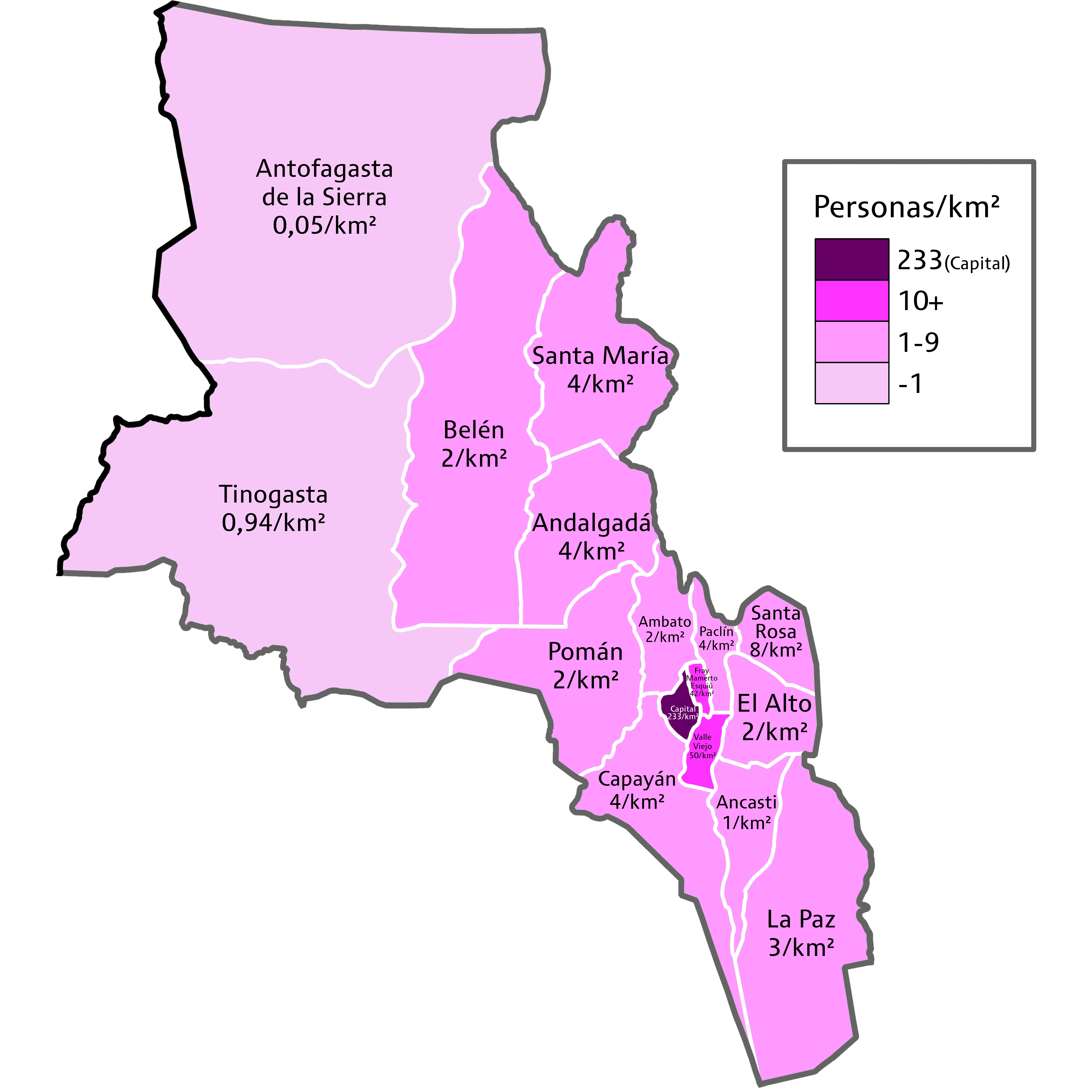
Densidad de población (2010).

El censo nacional 2010 estableció una población de 367 820 habitantes y una densidad de 3,78 habitantes/km². Su capital, San Fernando del Valle de Catamarca, con 140 741 habitantes, es la ciudad más poblada.
- Tasa de natalidad (2010): 17,5 por 1000
- Tasa de mortalidad (2010): 7,8 por 1000
- Tasa de migración neta (2010): 0,0 por 1000
- Tasa de crecimiento total (2010): 9,7 por 1000

- Esperanza de vida al nacer (2001): 73,38 años
- Hombres: 70,44 años
- Mujeres: 76,45 años

El censo nacional 2022 reveló  429 562 habitantes. Esto se tradujo como un aumento poblacional del 16.8% y una densidad de 4.2 pobladores.

### Distribución de la población
La provincia presenta una muy desigual distribución de la población concentrándose solo en los valles o donde la presencia de agua ha posibilitado los asentamientos humanos y sus actividades económicas, permaneciendo el resto del territorio prácticamente deshabitado.
A su vez la región central de la provincia que comprende el Gran Catamarca y el Cinturón Serrano que lo rodea alberga más del 60 % de la población.La población de la provincia de Catamarca, según el censo 2010 suma un total de 367.828 habitantes, el 0,92% de la población total del país. La densidad poblacional de la
provincia es de solo 3,6 hab/km², una de las más bajas del país. Según el Censo de Población y Vivienda del  año 2001, el 74% de la misma se concentra en localidades de más de 2000 habitantes y el 53% de la población se concentraba en el Área de Gran Catamarca. La tasa de mortalidad infantil en el período 2003-2013 se redujo a menos de la mitad,
pasando de valores superiores al 20‰ en 2003 al 9,7‰ en 2014. En tanto, la cobertura jubilatoria pasó del 71,4% en 2003 al 91,8% en 2010. El área metropolitana de la ciudad de Catamarca concentra la mayor población con 160.058 personas. Valle Viejo es el segundo departamento con mayor cantidad de habitantes y Antofagasta de la Sierra registra la menor población, con 1.430 habitantes en la puna. La cantidad de viviendas se estimaba en 117.663 unidades.
Catamarca es una de las provincias con menor porcentaje de población urbana de la Argentina (74,04 % según el censo 2001 del INDEC). Solo 13 localidades fueron calificadas como urbanas.
- Población urbana (2001): 247 739 personas (74,04 %).
- Población rural (2001): 86 829 personas (25,96 %).

- Población urbana (2010): 283 706 personas (77,14 %).
- Población rural (2010): 84 122 personas (22,86 %).[33]

### Principales centros urbanos
Las áreas metropolitanas más grandes:
- Gran Catamarca 195 055 hab. (2010).
- Tinogasta-San Pedro 11 485 hab. (2010).
- Fiambalá-La Ramadita-Pampa Blanca 4639 hab. (2010).

### Evolución poblacional
Históricamente la provincia siempre ha sido una de las menos pobladas de la Argentina. La escasez de agua y la falta de una buena red vías de comunicación que la vincularan con el resto del país, hicieron que Catamarca recibiera relativamente pocos inmigrantes europeos y que tuviera un crecimiento demográfico muy lento con una continua emigración de sus habitantes hacia otras provincias.
Esta situación ha comenzado a revertirse en los últimos 30 años, pasando a contar la provincia con una población mayoritariamente joven, un regular crecimiento vegetativo y un movimiento migratorio de saldo positivo lo que la pone en un nuevo proceso de crecimiento poblacional, social y económico.

### Composición étnica
Catamarca tuvo durante las primeras décadas del siglo XX un minúsculo aporte de inmigrantes siendo la tercera subdivisión nacional que menos recibió, tras Jujuy y La Rioja, tanto en términos cuantitativos como relativos.

En 2010, algo menos de 7000 personas declararon pertenecer o tener algún antepasado perteneciente a algún pueblo indígena u originario. 
A la misma fecha, vivían en la provincia 1563 extranjeros de los cuales la mayoría son americanos (1199), entre los cuales 840 provienen de países limítrofes. El siguiente grupo lo componen los extranjeros provenientes de Europa (296).

### Idiomas
La lengua es el español. A la llegada de los conquistadores, los pueblos originarios hablaban kakano, la lengua original del grupo mayoritario diaguita, y utilizaban como lengua franca al quichua[cita requerida], que progresivamente iba reemplazando al idioma de sus súbditos diaguitas.

### Religión

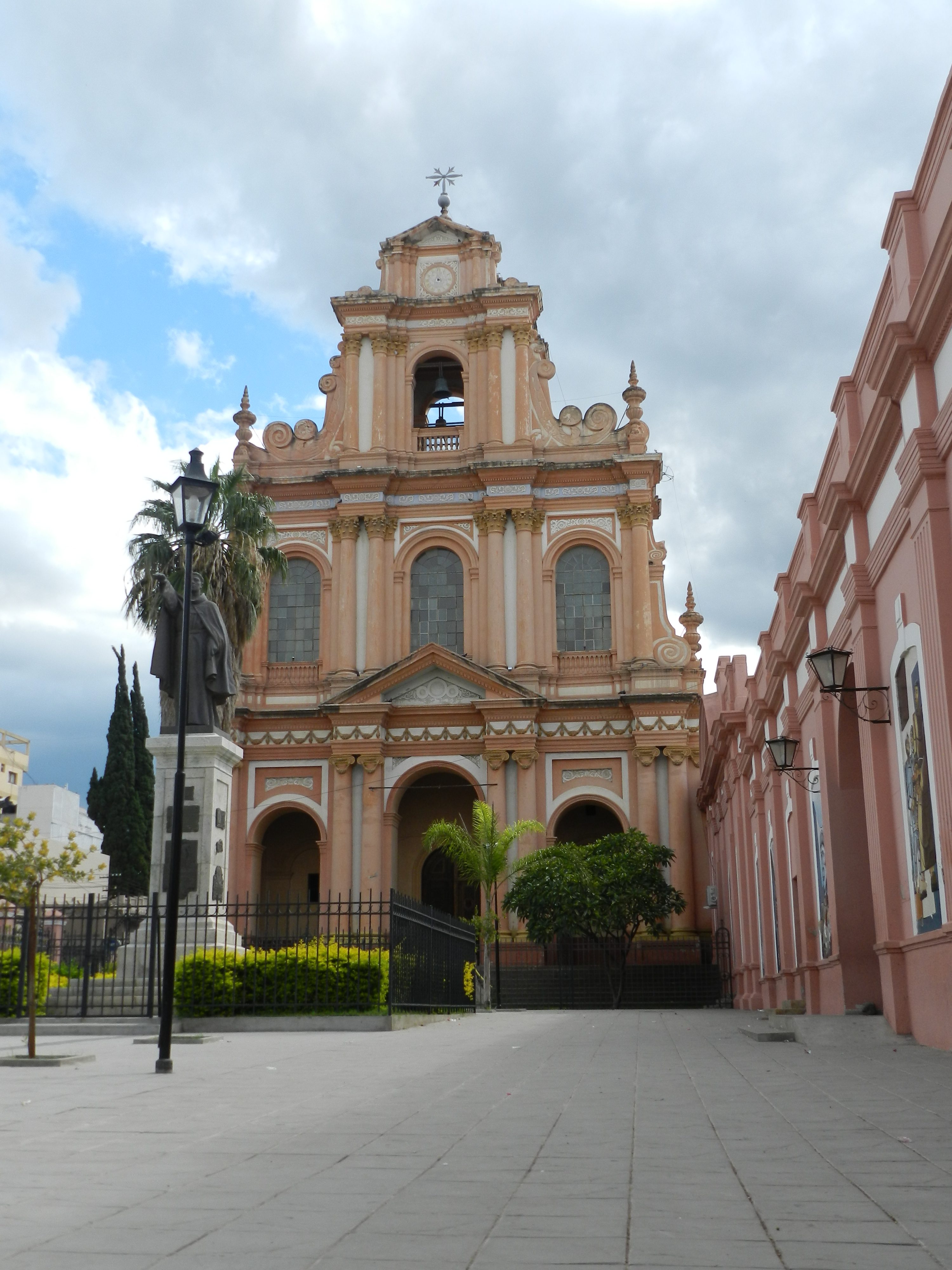
Templo de San Francisco en la Manzana Franciscana, Catamarca.

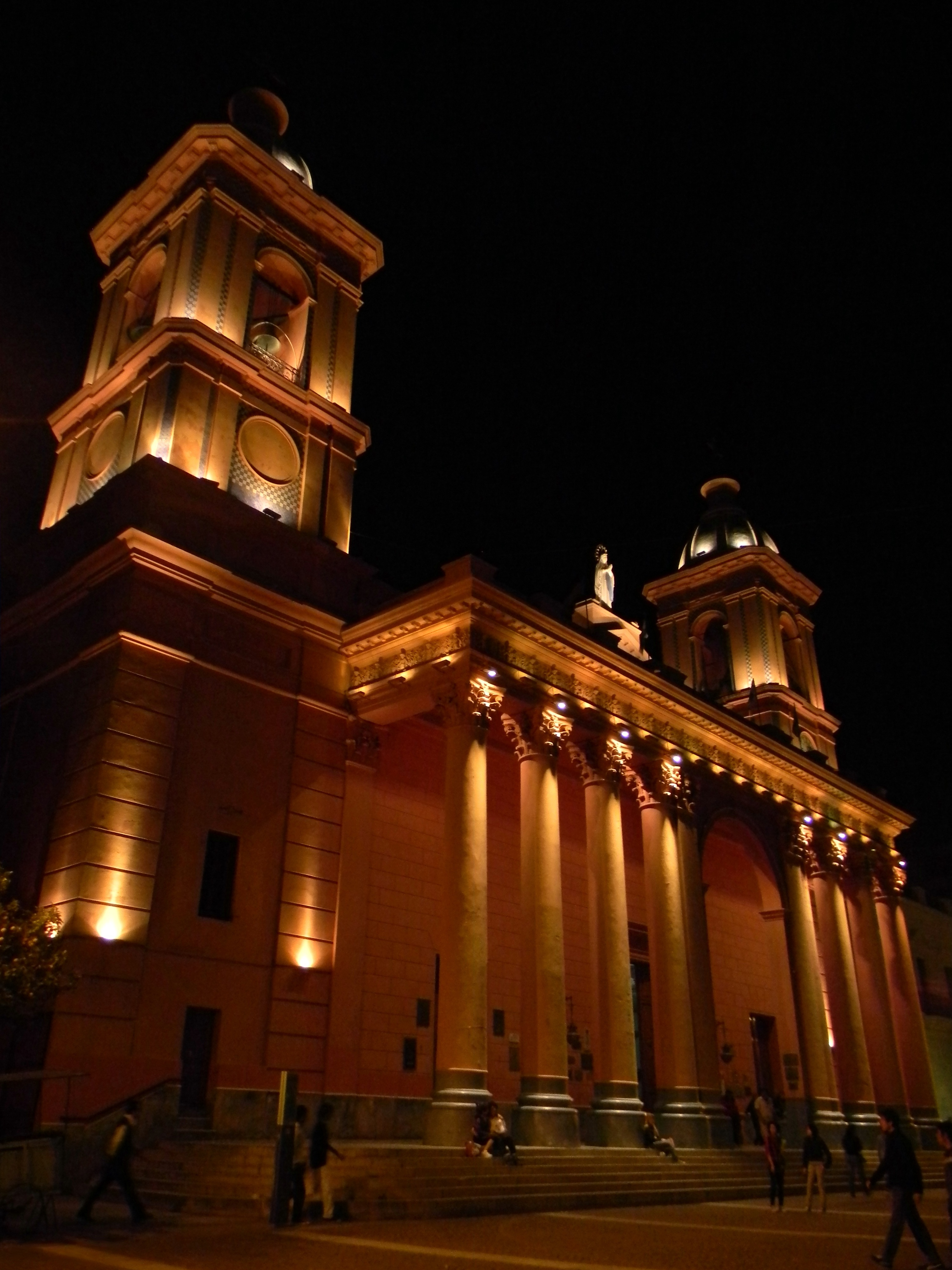
Catedral Basílica Ntra. Señora del Valle. Uno de los principales centros religiosos del Norte Argentino

La religión predominante es la católica, pero en su minoría se hallan otras creencias como los Testigo de Jehová, mormones, agnósticos, ateos, judíos, entre otros donde también se mezclan las creencias populares y ancestrales con el catolicismo.
Cada 8 de diciembre  la diócesis de Catamarca de la Iglesia católica organiza y realiza el Novenario en honor a Nuestra Madre del Valle en el día de la"Solemnidad de la Inmaculada Concepción de María Santísima", que tiene como tema general de predicación: "La Santidad, compromiso de un pueblo peregrino", a la cual llegan miles de fieles provenientes de todas las provincias del país para cumplir promesas y celebrar la fiesta.
La veneración de la Virgen María, se debe a hechos de valor sobrenatural: como apariciones, como son los casos de Lourdes y de Fátima, los históricos hallazgos de imágenes, como ocurrió en Luján o en Choya, localidad cercana a la actual capital de la provincia de Catamarca, con la imagen que veneran bajo la Advocación de Virgen del Valle.
También se rige culto a Fray Mamerto Esquiú quien fue un sacerdote que llegó a ser obispo de la provincia de Córdoba y al que se le atribuyen varios milagros y fue canonizado en 2021 por el papa Francisco.

## Servicios públicos

### Educación
La educación provincial se encuentra a cargo del Ministerio de Educación Nacional, el cual entrega el presupuesto anual al Ministerio de Educación provincial y este se encarga de la organización, infraestructura de los centros educativos y el pago de los salario a los docentes de cada institución, salvo aquellas que no se encuentran subvencionadas por el Estado provincial.
La educación comprende 15 años (3 de preescolar, 6 de primaria y 6 de secundaria). Catamarca posee un analfabetismo del 2,0% según el censo de 2010, siendo una de las provincias con mayor índice de alfabetización de Argentina.
La ciudad capital posee la mayor cantidad de escuelas y colegios además de la Universidad Nacional de Catamarca. El resto de la provincia últimamente tuvo un crecimiento en cuanto a infraestructura escolar lo que ayudó también a bajar el índice de analfabetismo.

### Salud
La salud de la provincia se encuentra regulada por el Ministerio de Salud de la provincia. La sanidad de la provincia es una de las mejores del país siendo el Índice de Desarrollo Humano de 0,815 como la 16.º provincia con IDH más elevado en 2013.
Cuenta con centros médicos privados y públicos repartidos por todas las ciudades. Los pueblos menos poblados cuentan con Postas Sanitarias provistas de instrumentos para primeros auxilios y atención primaria, una ambulancia y un médico. Estas postas dependen de los Hospitales zonales de las ciudades más grandes o capitales departamentales a los que son derivados los pacientes frente a emergencias más graves.

## Turismo

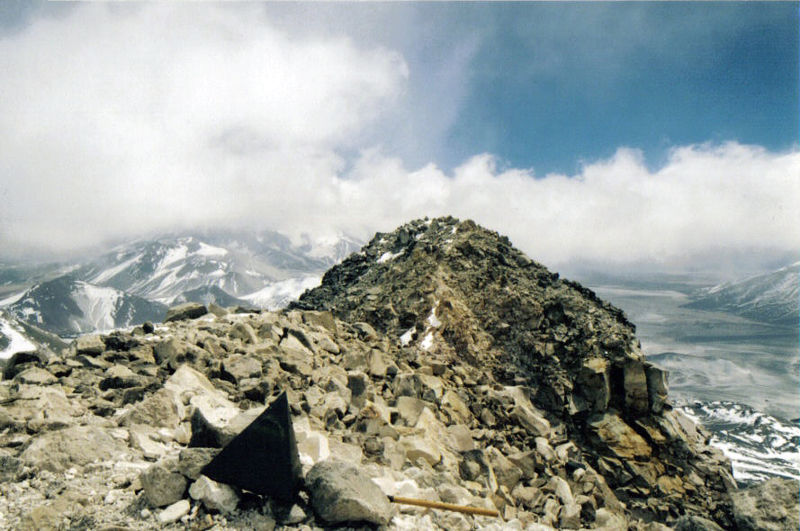
El Nevado Ojos del Salado, con sus 6891,3 m s. n. m., es el volcán más alto del mundo, y la segunda cima más alta de los hemisferios sur y occidental, siendo solo superado por el mendocino cerro Aconcagua, con 6960,8 m s. n. m.

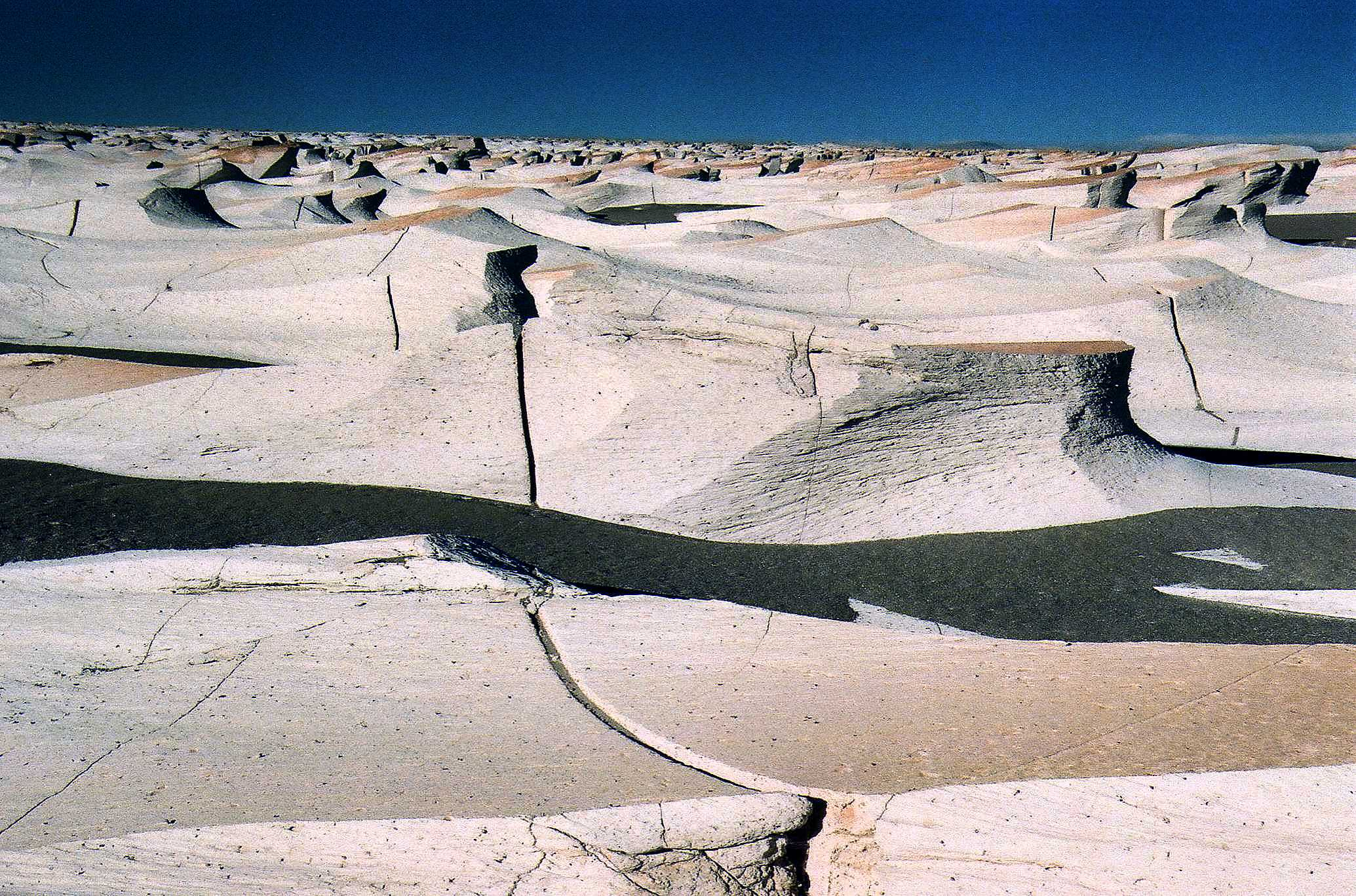
Área natural protegida Campo de Piedra Pómez.

Su geografía conformada en un 70 % por relieve montañoso convierte a Catamarca en un lugar de excelencia para la práctica del montañismo y sus derivados. El Turismo Aventura es sin lugar a duda el principal motivador de viaje, lo inusitado del paisaje catamarqueño conlleva a la continua recepción de turistas abocados a la realización de actividades recreativas en directo contacto con la naturaleza. Si bien el turismo aventura se limita a una demanda exclusiva, va adquiriendo mayor popularidad a medida que las actividades se vuelven menos exigentes.
Un estudio realizado por el INDEC en septiembre de 2011 determinó que Catamarca concreta la totalidad de la ocupación hotelera durante los meses de julio en coincidencia con la Fiesta Nacional e Internacional del Poncho, en abril para Semana Santa y en ocasiones en enero y febrero, mientras que fuera de esos meses "pico" los números descienden a un promedio del 37 % de la ocupación hotelera total. Si bien Catamarca cuenta con buenas carreteras, una planta turística en crecimiento y con una diversificada propuesta de atractivos turísticos, la falta de un trabajo sostenido en materia de desarrollo y promoción turística la ubica entre las últimas provincias del noroeste argentino en ser elegidas como destino turístico principal, calificándola como "de paso" o destino secundario. Esto también puede explicarse porque la oferta turística de Catamarca no está destinada hacia un tipo de turismo psicocéntrico o "de masas".
En 2014 la Secretaría de Turismo de Catamarca presentó el Plan Federal Estratégico de Turismo Sustentable para Catamarca, con el fin de promover acciones estratégicas para el afianzamiento y desarrollo de la actividad turística planificada como herramienta principal de desarrollo social, económico y ambiental.
Catamarca ostenta entre sus atractivos turísticos más importantes a las cumbres nevadas de la Cordillera andina más bien conocidas y promocionadas con el nombre de "Seismiles" o "Ruta de los Seismiles" y su cadena de lagunas de altura que constituyen la zona de paso aéreo más alta de la Cordillera de los Andes y la segunda del mundo después del Himalaya. En un área de gran belleza paisajística, varios de estos picos fueron escenario de largas peregrinaciones y ceremonias por parte de las culturas andinas originarias quienes reconocían a los Seismiles como morada de dioses y seres sobrenaturales. A lo largo de los años, encabezado por el Monte Pissis y el Ojos del Salado-los volcanes más altos del mundo-, estas 19 cumbres que superan los 6000 m s. n. m., se convirtieron en importantes desafíos para montañistas de todo el mundo.

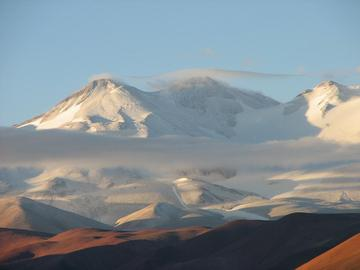
El Monte Pissis (6795 m s. n. m.) es uno de los diecinueve seismiles, y es la tercera cumbre más alta del Hemisferio Sur y Hemisferio Occidental del planeta. Los colosos también pueden avistarse desde un entretenido circuito turístico por la RN 60 camino al Paso de San Francisco.

La religiosidad popular inmortalizada tanto en templos como leyendas y obras de arte se presentan como una posibilidad de recorrer la provincia sumando a los históricos sitios de devoción cristiana una serie de nuevas manifestaciones culturales. Las festividades de la Virgen del Valle son el punto de convocatoria a verdaderas multitudes.
Otro atractivo importante lo conforma la región de la Puna en el norte de la provincia; son también sus características geográficas la que la vuelven un atractivo en sí mismo. El departamento Antofagasta de la Sierra aprehende circuitos turísticos que transportan el imaginario del hombre hacia otro planeta. En un contexto de volcanes, lagunas, y grandes extensiones cubiertas por salares, las travesías 4x4 y los safaris fotográficos son las actividades elegidas por los turistas para apreciar el inusual paisaje. La Reserva Laguna Blanca, ubicada al sureste de Antofagasta de la Sierra y al norte del Departamento Belén, es un exponente del paulatino crecimiento del ecoturismo en la provincia, donde se puede apreciar la fauna y la flora en estado salvaje, allí el Chaku es un acontecimiento que mantiene vigente el folclore de las comunidades originarias que aún habitan el Norte Argentino y consiste en la captura, esquila y posterior liberación de la vicuña para la obtención legal y sustentable de fibra textil: una de las más cotizadas en el mercado artesanal.
Catamarca fue asiento de milenarias culturas aborígenes y es por ello que a lo largo y ancho de la provincia se encuentran dispersos monumentales recintos arqueológicos que, a su vez, funcionan como interesantes complejos turísticos. En Andalgalá el Pucará del Aconquija -declarado Patrimonio de la Humanidad por la UNESCO- es una de las ciudades incaicas distribuidas sobre el Qhapaq Ñan o Camino del Inca en donde se pueden observar sus ruinas con murallas de hasta 5 metros de alto y 60 centímetros de ancho. Es considerado el último gran bastión incaico en el sur del Tawantinsuyu. Más al norte, en cercanías de la ciudad de Londres, las Ruinas del Shincal ubicadas sobre la sierra de Quimivil exhibe un centenar de edificaciones incaicas y posee un centro de interpretación con restos de vasijas y elementos utilizados por los antiguos aborígenes. Por otro lado, las Pinturas Rupestres de La Tunita y La Candelaria, pertenecientes a la Cultura Aguada, son objeto de excursiones por las Sierras de Ancasti.

### Catamarca Verde
La capital de Catamarca se encuentra rodeada por sierras y valles en los cuales se asientan villas veraniegas y poblados agraciados por un clima templado húmedo muy diferente del que se puede apreciar en el sur y en el oeste provincial. Todos estos pueblos se suceden entre pastizales y bosques de pinos recorriendo sierras, ríos, cañones húmedos y la selva subtropical.
El Rodeo, Las Juntas y Aconquija (Las Estancias) son las localidades mejor preparadas para recibir al turismo, con buena disponibilidad de alojamiento, gastronomía y servicios en general. Es aquí de donde se emprenden cabalgatas, pesca de truchas y senderismo por circuitos montañosos.
Sobre la sierra de Ancasti se ubica el circuito "Sierras y Lagos del este" cuyo nombre deriva de los embalses que suministran el regadío de los cultivos y el consumo humano pero que también son aprovechados para la pesca y la realización de actividades recreativas.
La Cuesta del Portezuelo es una de las rutas más tradicionales y atractivas del circuito, sirve como conexión entre San Fernando del Valle y Ancasti. Desde allí pueden obtenerse bellísimas panorámicas del Valle y de sus parafraseados "mil distintos tonos de verde".

### Atractivos turísticos
- Catedral Basílica de Nuestra Señora del Valle
- Valles Calchaquíes
- Termas de Fiambalá
- Paso de San Francisco
- Ruta del Adobe
- Aconquija
- Balcozna
- Ruinas de Incahuasi (Antofagasta de la Sierra).
- Pucará del Aconquija
- Bosque de Arrayanes (Capayán).
- Área natural protegida Campo de Piedra Pómez
- Reserva de la Biósfera Laguna Blanca[50]
- Laguna Verde
- Embalse Las Pirquitas
- Guayamba
- Ruta 40
- Nevados del Aconquija
- Laguna del Tesoro
- Dunas de Tatón
- Termas de La Aguadita (Tinogasta).
- Termas de Hualfín (Belén).
- Minas Capillitas
- Embalse de Collagasta
- Embalse de Ipizca
- Embalse de Sumampa
- Icaño
- Fábrica Artesanal de Alfombras
- Iglesia de San Francisco
- Casa natal de Fray Mamerto Esquiú
- Ruinas del Shincal
- El Rodeo
- Las Juntas
- Cuesta del Portezuelo
- Túneles de La Merced
- Fiesta Nacional e Internacional del Poncho
- Lagunas altoandinas y puneñas de Catamarca (Sitio Ramsar)

## Cultura

### Fiesta Nacional e Internacional del Poncho
En época estival los festivales folclóricos le suman color a los pueblos arraigados de tradiciones y religiosidad, aunque es la Fiesta Nacional e Internacional del Poncho, en julio, la mayor fiesta popular de Catamarca y declarada una de las cuatro más importantes del país por el Ministerio de Turismo de la Nación. Por su gran convocatoria y envergadura, ha logrado posicionarse como el evento sociocultural de invierno más importante de Argentina.
La creación de la Fiesta del Poncho, en el año 1967, tuvo como objetivo distinguir al poncho de vicuña como la prenda representativa de la provincia a nivel nacional e internacional y la labor tradicional del hilado doméstico. Desde aquella primera edición, el evento continuó realizándose anualmente, de manera casi ininterrumpida, durante el receso vacacional de invierno en la ciudad de San Fernando del Valle de Catamarca. Actualmente se constituye como una vidriera al mundo del trabajo artesanal en todas sus variantes combinando la danza, el canto y la gastronomía regional.

### Gastronomía
La gastronomía de Catamarca esta relacionada a la Argentina, aunque cuenta con sus peculiaridades que construyen su propio estilo. Como el Locro Catamarqueño, las Humita en Chala, Empanadas Catamarqueñas, la Cazuela de Cordero y el Dulce de Cuaresmillo.
Cuenta con una gran variedad de productos donde surgen muchos de sus platos, como la nuez, el maíz en sus variedades como, blanco, amarillo, socorro, capia, pisingallo y choclo. También cuenta con cultivo de uva, parala producción de vino.
Cuenta con el Museo del Sabor en Tinogasta.

## Deportes
Es sede de numerosos centros deportivos donde se llevan a cabo competencias durante todo el año. Siendo la ciudad de Catamarca la sede principal con el único equipo de fútbol a nivel nacional. El fútbol es el deporte más practicado. La ciudad de Catamarca cuenta con un estadio que en varias oportunidades participó de la Copa Argentina, entre otros torneos nacionales.
El fútbol es seguido en popularidad por deportes tales como el básquet, el ciclismo, y las artes marciales, entre otros.
Posee una gran cantidad de sitios donde se realizan rally, motocross y bicicleta de montaña. También centros deportivos donde se practican balonmano, vóley y tenis.
También posee una de las pistas de skate más grandes del país: la pista pública del parque de los Niños, es conocida y visitada todo el año por deportistas de todo el país.

## Región del Norte Grande Argentino
El Tratado interprovincial de creación de la Región Norte Grande Argentino fue suscripto en la ciudad de Salta el 9 de abril de 1999 entre las provincias de Catamarca, Corrientes, Chaco, Formosa, Jujuy, Misiones, Tucumán, Salta y Santiago del Estero.
"El objeto primordial de este tratado es la creación de la Región Norte Grande y la concreción de la integración de las provincias del NOA y el NEA, a los efectos de lograr en la realidad un sistema efectivo de consenso y acción conjunta entre los estados partes".
El Consejo Regional del Norte Grande es el máximo ente de gobierno regional, integrado por la Asamblea de Gobernadores, la Junta Ejecutiva y el Comité Coordinador. Este último, está constituido por un representante del NOA y otro del NEA, ambos son además miembros de la Junta Ejecutiva.
La Comisión Ejecutiva Interministerial de Integración Regional coordina el proceso de integración a partir de las directivas de los órganos superiores antes mencionados.

## Acuerdos de cooperación
Atacama, Chile Puerto seco de Recreo

## Galería de imágenes

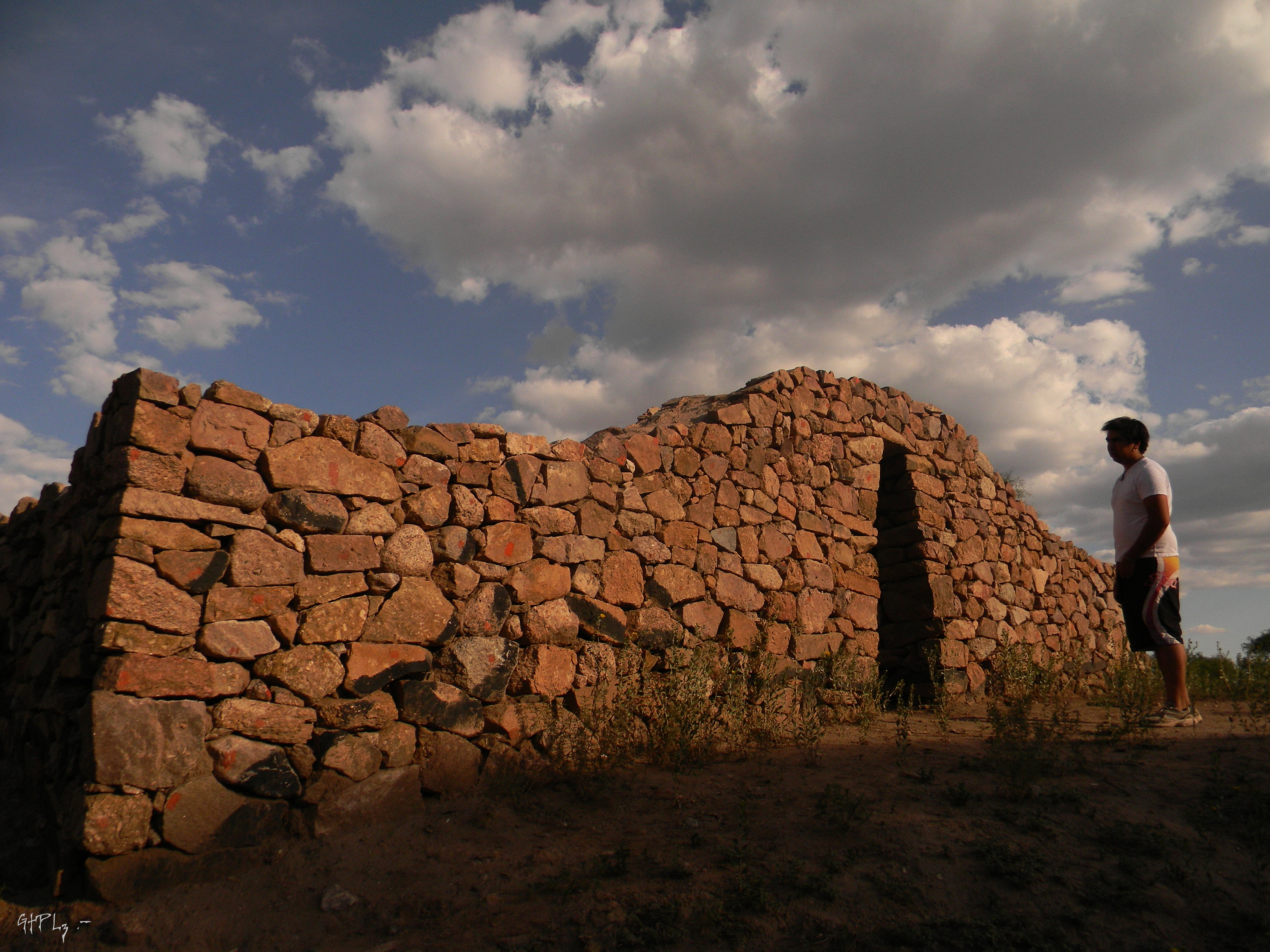
Ruinas del Shincal de Quimivil en Londres.
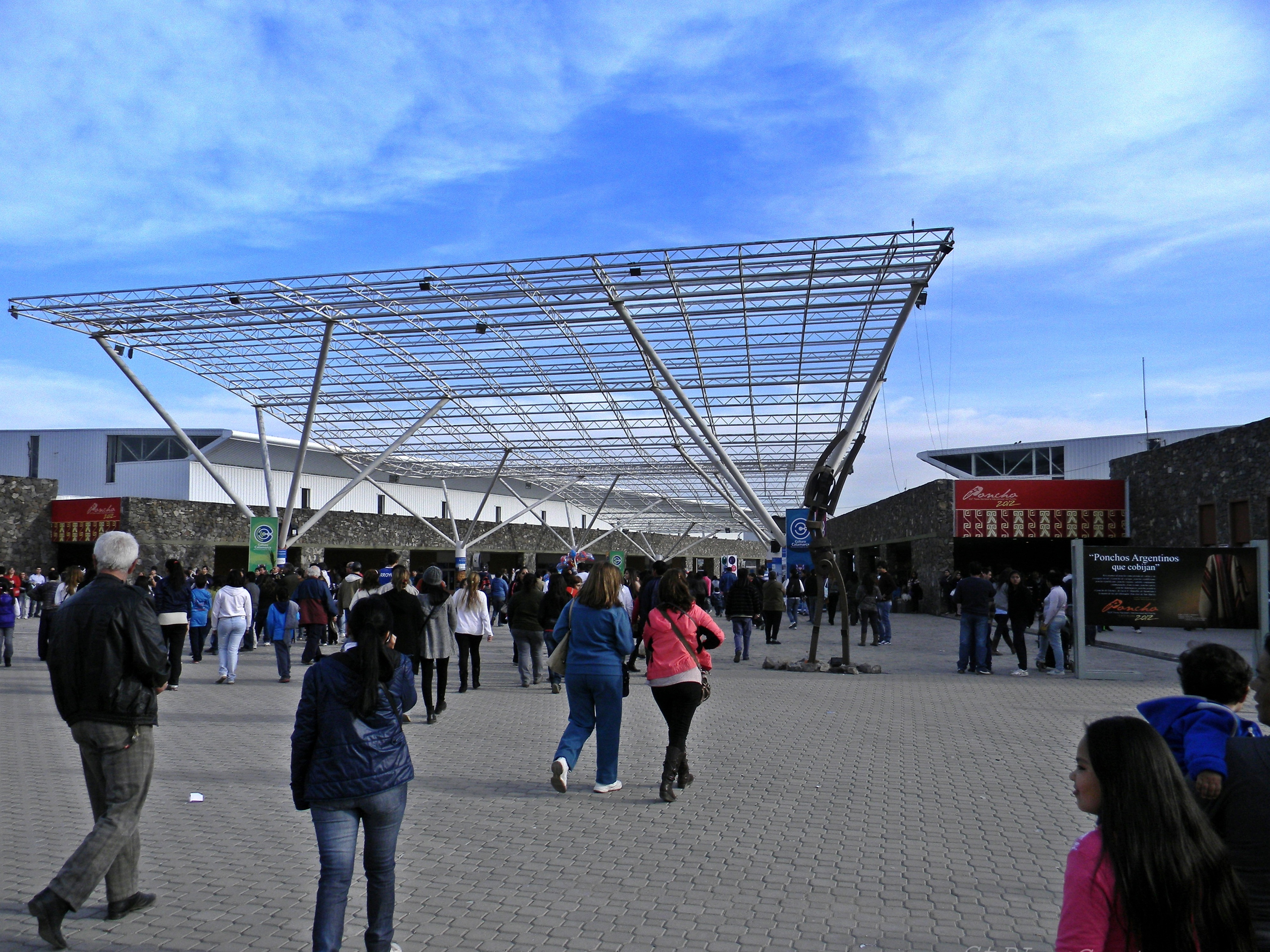
Ingreso al Predio Ferial Catamarca, sede de la Fiesta Nacional e Internacional del Poncho.
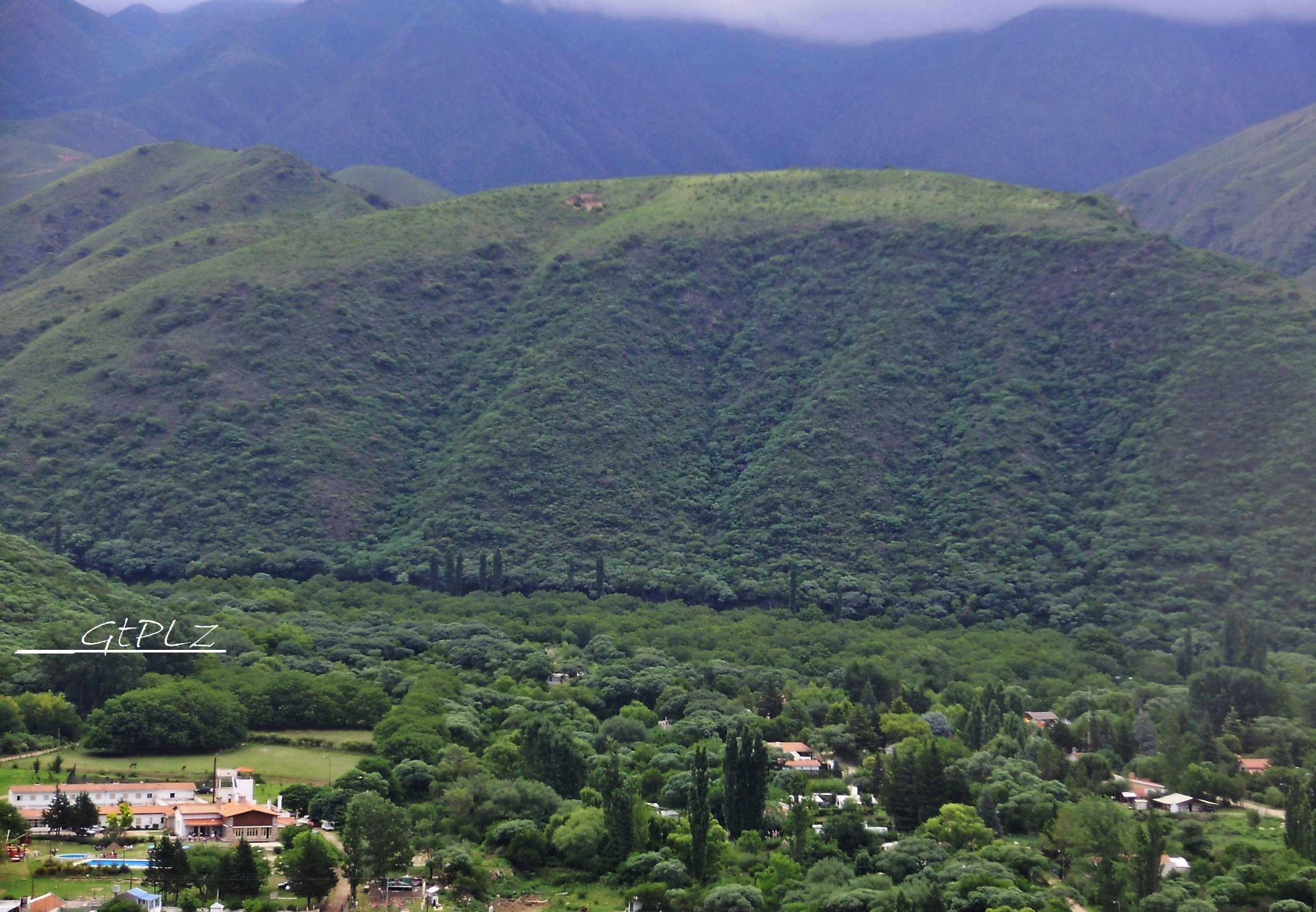
El Rodeo, una de las principales villas turísticas de Catamarca.
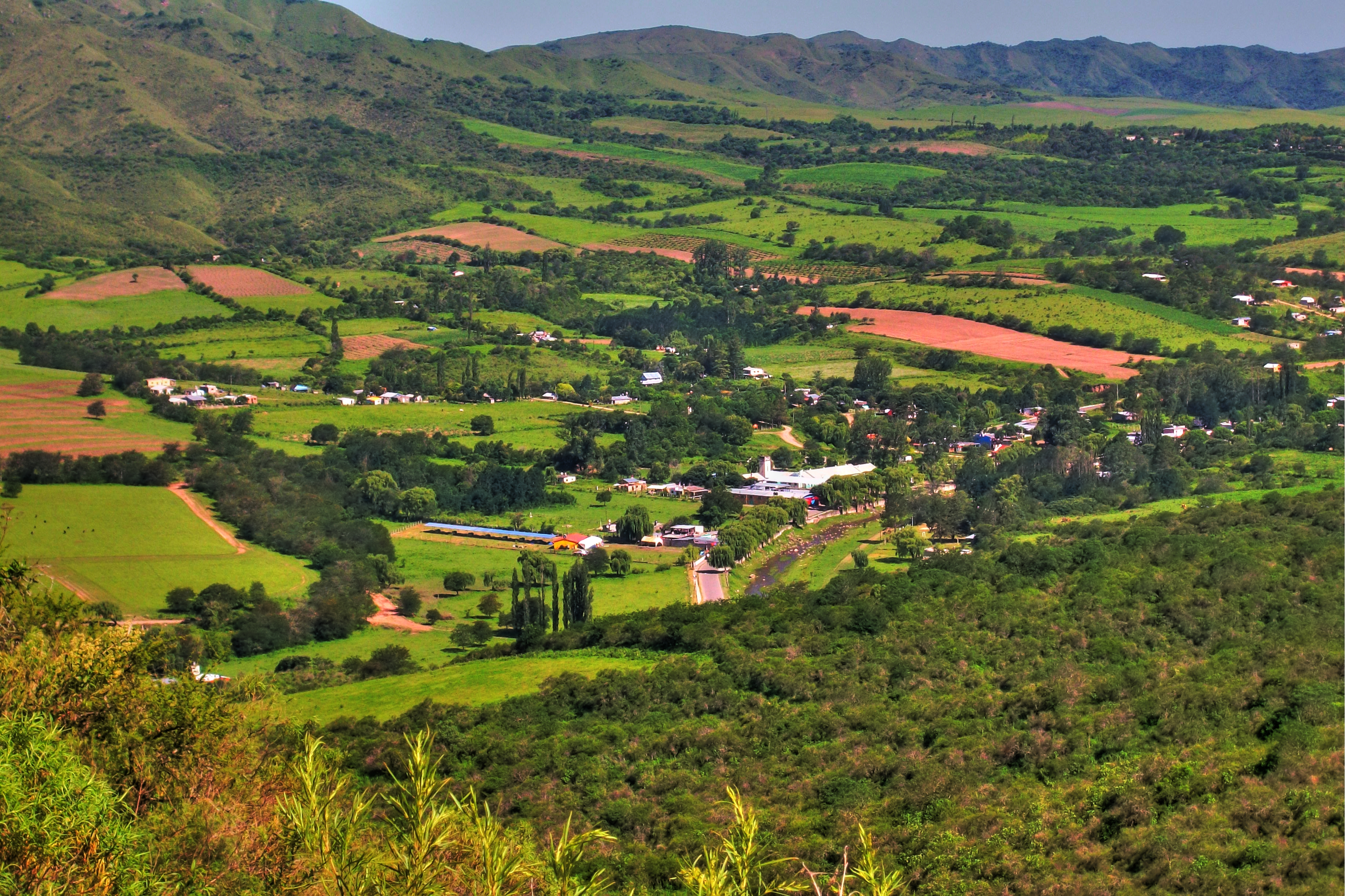
Vista de la Villa de Balcozna.
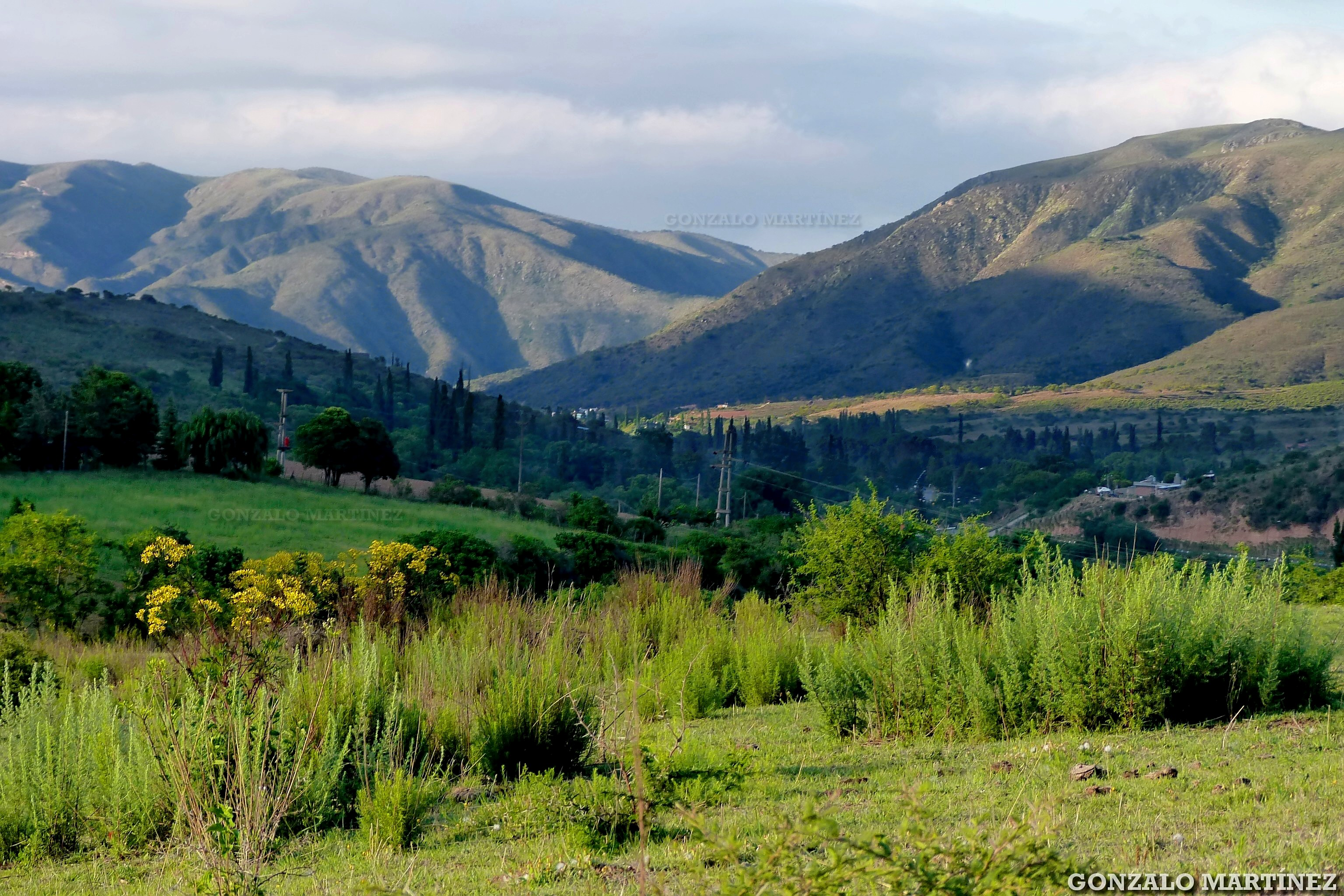
Paisaje de Las Juntas.
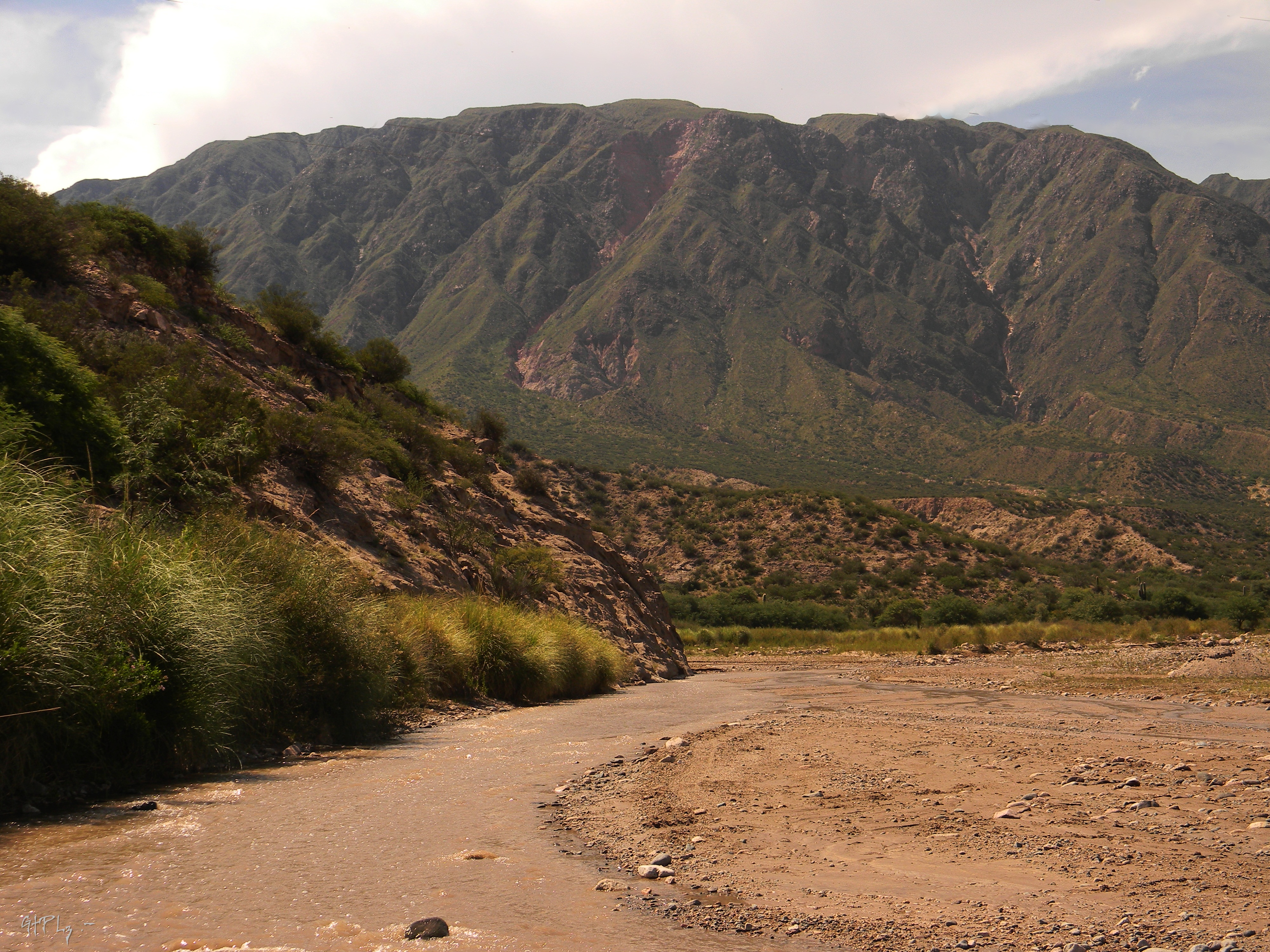
Parte catamarqueña de los Valles Calchaquíes.
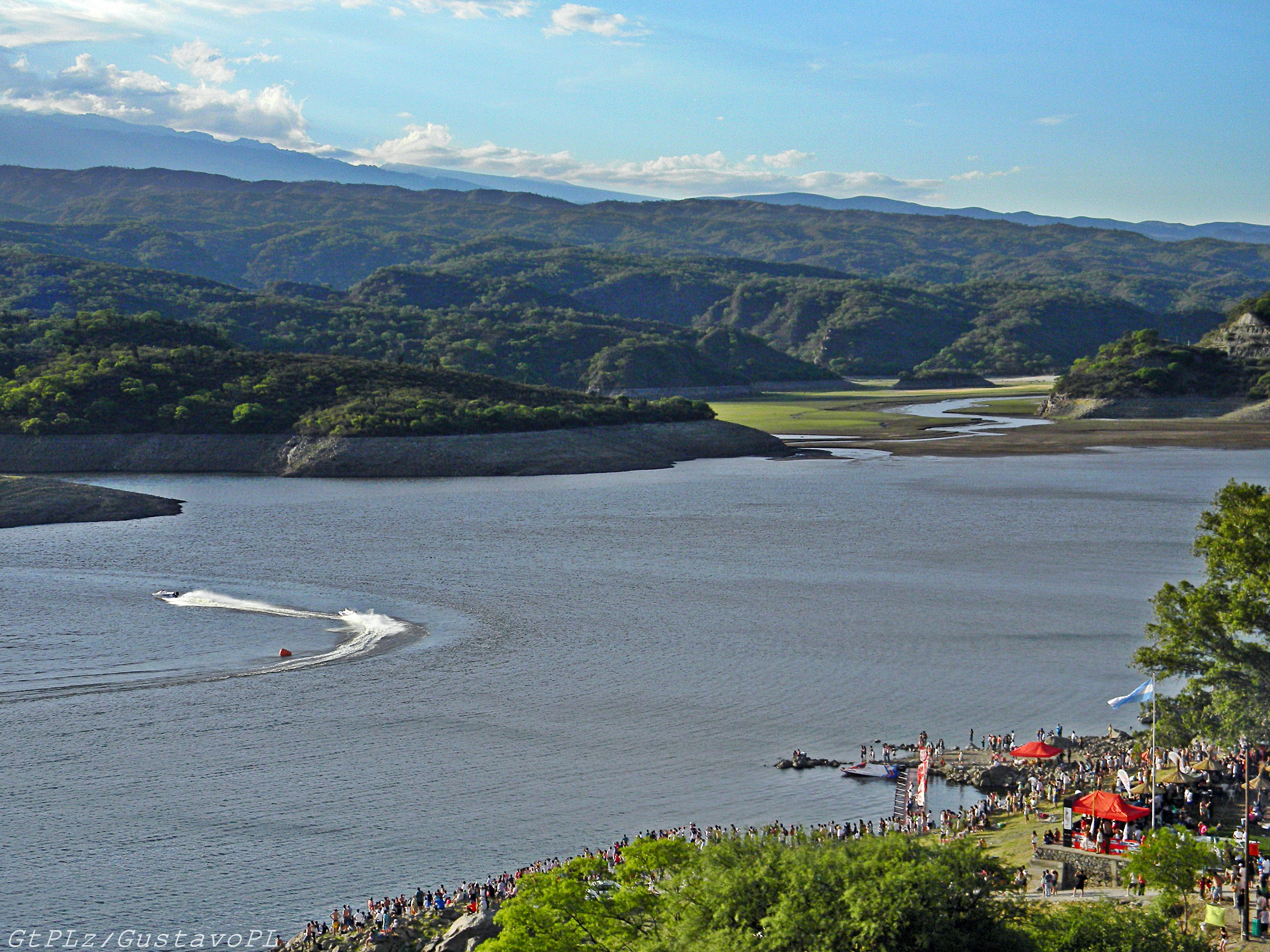
Lago Las Pirquitas, el mayor embalse de la provincia.
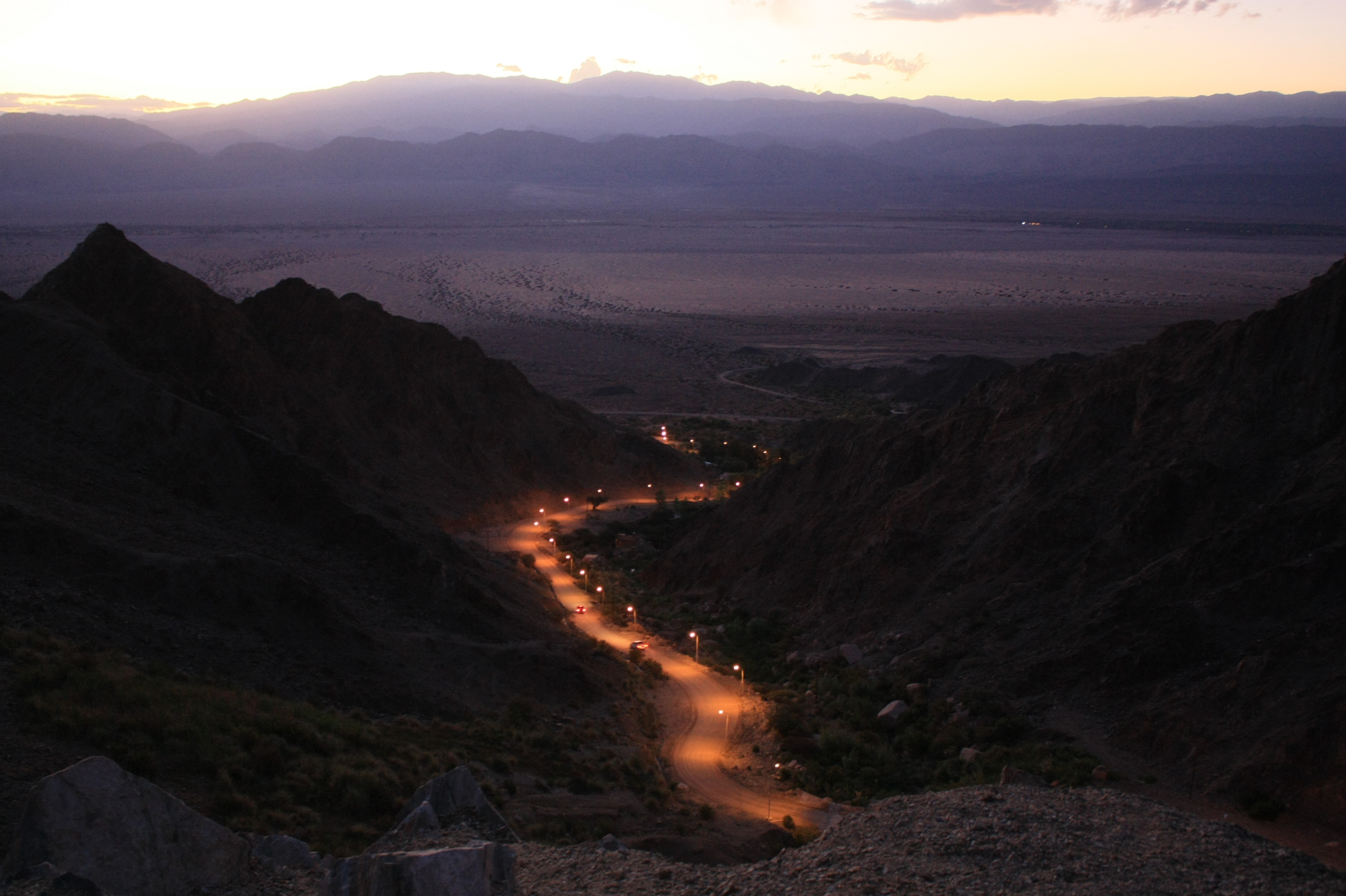
Camino de fuego; zona de la Puna Catamarqueña.